# Festung Uetliberg
Als Festung Uetliberg (auch Abwehrstellung Uetliberg) wurde der drei Kilometer breite Abschnitt der Limmatstellung zwischen Uetliberg, Uitikon-Waldegg und Urdorfer Senke bezeichnet, der von der 6. Division der Schweizer Armee nach dem modernen Konzept der dynamischen Verteidigung im Zweiten Weltkrieg vorbereitet wurde.

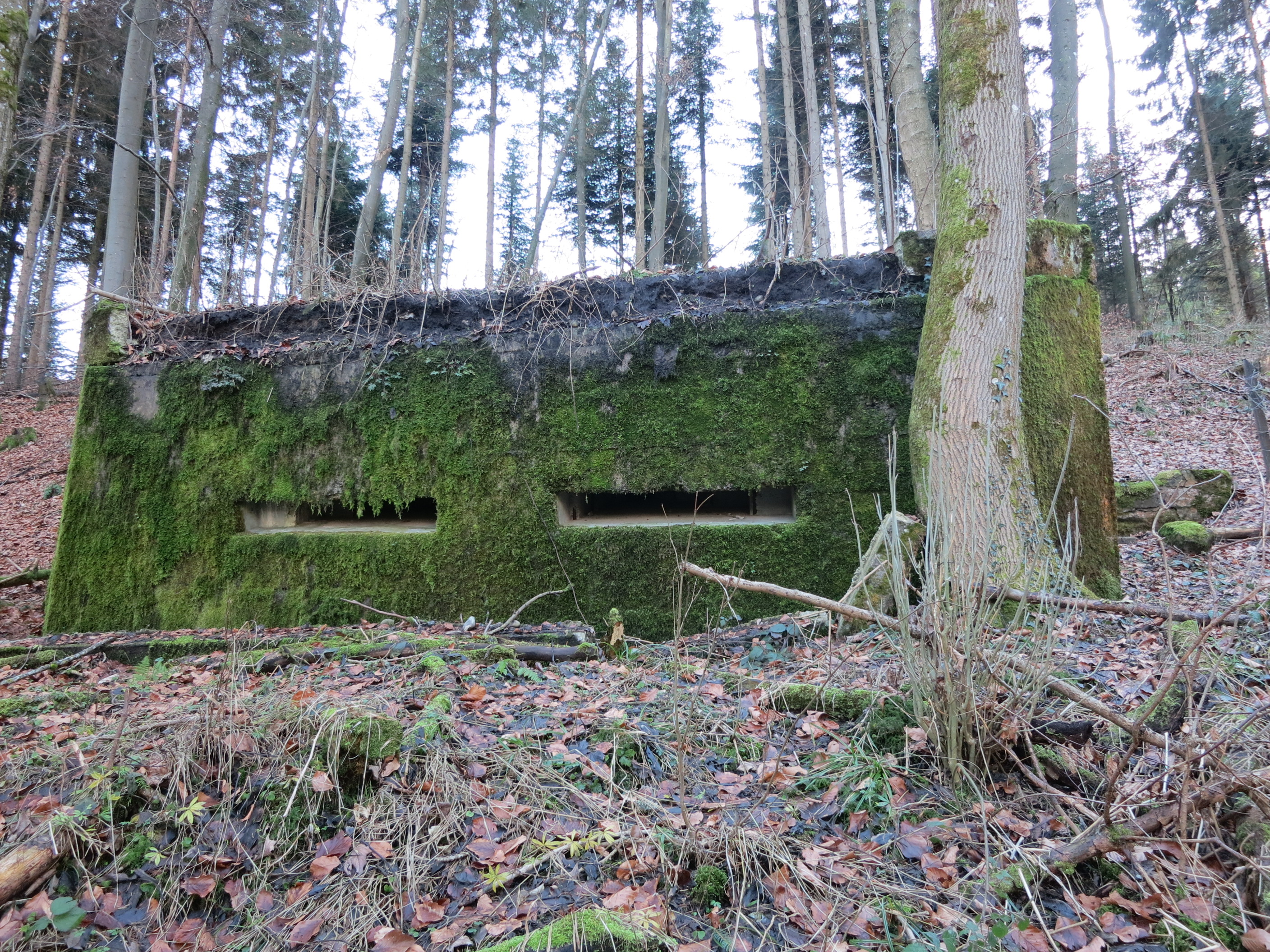
Unterstand «Brille» A 4921

## Vorgeschichte

### Urgeschichtliche Festung Uetliberg

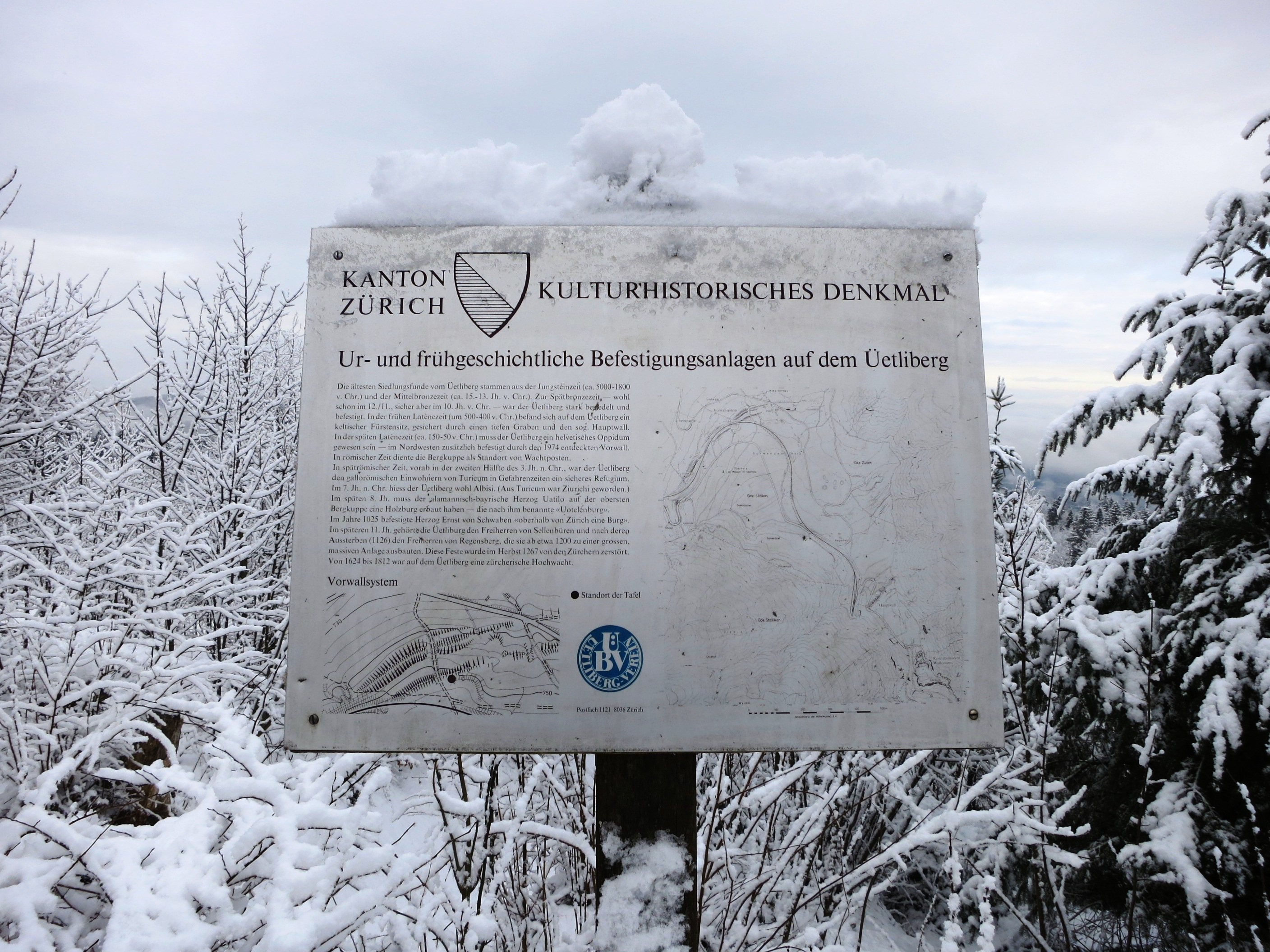
Frühgeschichtliche Befestigungsanlagen Uetliberg

Die strategische Bedeutung des Uetlibergs war schon im 5. Jahrhundert v. Chr. (Fürstengrabhügel Sonnenbühl) von den keltischen Helvetiern erkannt worden, die ihr Oppidum  auf dem Gipfelplateau ⊙
des Uto Kulm und dessen Vorgelände mit einem mächtigen, tief gestaffelten Wallsystem schützten. Der erste Wall sicherte die ganze Breite des im Westen flach ansteigenden Uetlibergs und war rund zwei Kilometer breit ⊙. Der zweite Wall befestigte das dem Gipfelbereich westlich vorgelagerte Aegertenplateau ⊙ und der dritte Wall sicherte das Gipfelplateau ⊙. Im 10. Jahrhundert wurde auf dem Kulm die Burg Uetliburg errichtet.

### Limmatstellung
Aufgrund des Operationsbefehles Nr. 2 vom 4. Oktober 1939 besetzte die Schweizer Armee die Limmatstellung, um einen Angriff aus dem Norden und eine Umgehung der Maginot-Linie durch die Schweiz aufhalten zu können. Die Stadt Zürich und ihre Umgebung sollte als Teil der Limmatstellung durch das Stadtkommando Zürich und die 6. Division verteidigt werden.
Da für die notwendige Modernisierung und den Unterhalt der Waffen, Ausrüstung und Befestigungen in der Zwischenkriegszeit zu wenig Mittel bewilligt worden waren, konnte erst zu Beginn des Zweiten Weltkrieges mit dem Bau der Limmatstellung begonnen werden. Ein Vorteil – dieser für die Schweiz gefährlichen Situation – war, dass beim Bau der Verteidigungslinien die neueren Entwicklungen des Kriegsgeschehens (Blitzkrieg, Panzerschlachten, Luftlandetruppen) laufend berücksichtigt (dynamische und tief gestaffelte Verteidigung, Ausnützung des hindernisreichen Geländes) werden konnten.
Während zehn Monaten (Oktober 1939 bis August 1940) bereitete man sich darauf vor, zur Hauptkampflinie bei einem deutschen Angriff zu werden.

## Festung Uetliberg im Zweiten Weltkrieg

### Kommandant
Herbert Constam (1885–1973), Oberstdivisionär und Kommandant der 6. Division, galt als einer der fähigsten Truppenführer der Schweizer Armee und war zugleich der ranghöchste Offizier jüdischer Herkunft. 1943 zum Korpskommandanten befördert, kommandierte er bis 1951 das 3. Armeekorps.

### Armeebefehl
Der Befehl für die Verteidigung der Limmatstellung des Kommandanten des 3. Armeekorps vom 15. Februar 1940 lautete für die 6. Division folgendermassen:
- hält[3] den Abschnitt rechts der Limmat
- verhindert die Umfassung des linken Flügels der Verteidigung von Zürich über Triemli Richtung Sihltal
- sperrt die Uebergänge aus dem Limmattal ins Reppischtal

### Verteidigungskonzept
Herbert Constam wählte aufgrund der neueren Entwicklungen des Kriegsgeschehens – im Gegensatz zu den benachbarten Divisionen – eine moderne dynamische Verteidigung unter Ausnützung des steilen, bewaldeten Geländes am Uetliberg. Damit war er seiner Zeit voraus. Die Konzeption eines flexiblen Kräfteeinsatzes mit situationsgerechten Schwergewichtsbildungen, unter Verzicht auf einen flächendeckenden Einsatz wurde erst 1995 mit der Armeereform 95 als «Dynamische Raumverteidigung» zur neuen Verteidigungsdoktrin der Schweizer Armee.
Am Uetliberg sollten beschusssichere Unterstände und Kavernen die Soldaten während eines Artillerie- oder Fliegerangriffes schützen und kampffähig erhalten, damit sie sich gegen die unmittelbar nach dem Beschuss zu erwartenden feindlichen Infanterieangriffe verteidigen könnten. Zerstörte Feldstellungen hätten durch Bombenlöcher ersetzt werden können. Constam förderte die für diese Art von Kampf benötigte Beweglichkeit durch Nahkampfübungen, Bauarbeiten und körperliche Ertüchtigung (Turnen, Märsche). Die Infanteriebataillone 70, 62 und 166 sollten am Uetliberg eine Umgehung der Stellungen in der Urdorfer Senke verhindern.
Im Vorfeld des Uetlibergs wurden zur Panzerbekämpfung und Rundumverteidigung Stützpunkte in Altstetten («Dachslern», «Kappeli», «Panama»), Oberurdorf und Dietikon (Festung Dietikon) sowie die Sperrstellen Wollishofen, Urdorf und Stadt Zürich eingerichtet. In den Dorfkernen wurden die Häuser zu Feuerstellungen ausgebaut, die Zwischenräume durch Mauern, Beton, Eisenpfähle verbunden und mit Stacheldraht verstärkt.
Hinter diesen Stützpunkten sollte ein gegnerischer Durchbruch mit Hindernissen, Eisensperren und Tankgraben aufgehalten werden. Die Sperrstelle Waldegg war ein umgrenztes Zielgebiet für konzentriertes Artilleriefeuer, das von auf den Höhenzügen postierten Artilleriebeobachtern in diesen Käfig geleitet worden wäre.
Die Artillerie wurde im Raum Ringlikon (Brand), Birmensdorf (Haslen, Maas, Ramerenwald, Risi, Egg, Schüren, Löffler), Bonstetten (Hörglen) und Oberlunkhofen (Matteried) in einer lockeren, schachbrettartigen Form und gut getarnt aufgestellt. Die 18 Batterien mit insgesamt 72 Rohren konnten über die Urdorfer Senke und die Waldegg Zürich, Wallisellen, Rümlang, Dielsdorf und die Lägern erreichen. Sie waren auch für den Artilleriefeuerschutz der Limmatübergänge von Wipkingen und Dietikon zuständig.

#### Artilleriestellungen Uitikon und Umgebung
- Beobachtungsstand Donner A 4881 ⊙
- Artilleriebeobachtungsbunker «Stauffacher» A 4902: Gugel Schlieren ⊙
- Artilleriebeobachtungsbunker «Winkelried» A 4903: Berg Schlieren ⊙
- Artilleriebeobachtungsstand «Tellsplatte» A 4904 Herrenbergli (Zürich-Altstetten)⊙
- Kleinunterstand «Tellsplatte» A 4905 (Zürich-Altstetten) ⊙
- Beobachtungsstand «Laura» A 4945 Schürhof Urdorf: Bunker für zwei Beobachter ⊙
- Artilleriebeobachtungsbunker Löwenbräustübli A 4965 ⊙
- Artillerieunterstand «Oel» A 4967: Brandweg, Ringlikon ⊙
- Artillerieschild «Im Brand» A 4968: Brandweg, Ringlikon ⊙
- Artillerieschild «Im Brand» A 4969: Brandweg, Ringlikon ⊙
- Unterstand «Ella» A 4979 Zopfstrasse Ringlikon		⊙
- Geschützstand «Chleibtel» A 4980 12-cm-Feldhaubitzen FHb, Zopfstrasse Ringlikon		⊙
- Unterstand «Bartlos» A 4981 Langwiesstrasse, Ringlikon		⊙
- Geschützstand «Kiesgrube» A 4982 12-cm-Feldhaubitzen FHb, Langwiesstrasse Ringlikon		⊙
- Geschützstand 7.5-cm-Feldgeschütz Im Stocken A 4983 Stallikerstrasse ⊙
- Artillerieunterstand «Stöck» A 4984: Haslen, Birmensdorf ⊙
- Artillerieschild «Maas» A 4985: Haslen, Birmensdorf ⊙
- Artillerieunterstand «Bickel» A 4992: Maas, Birmensdorf ⊙
- Artillerieschild «Mooswald» A 4993: Maas, Birmensdorf ⊙
- Artillerieunterstand «Paula» A 5007: Rameren, Birmensdorf ⊙

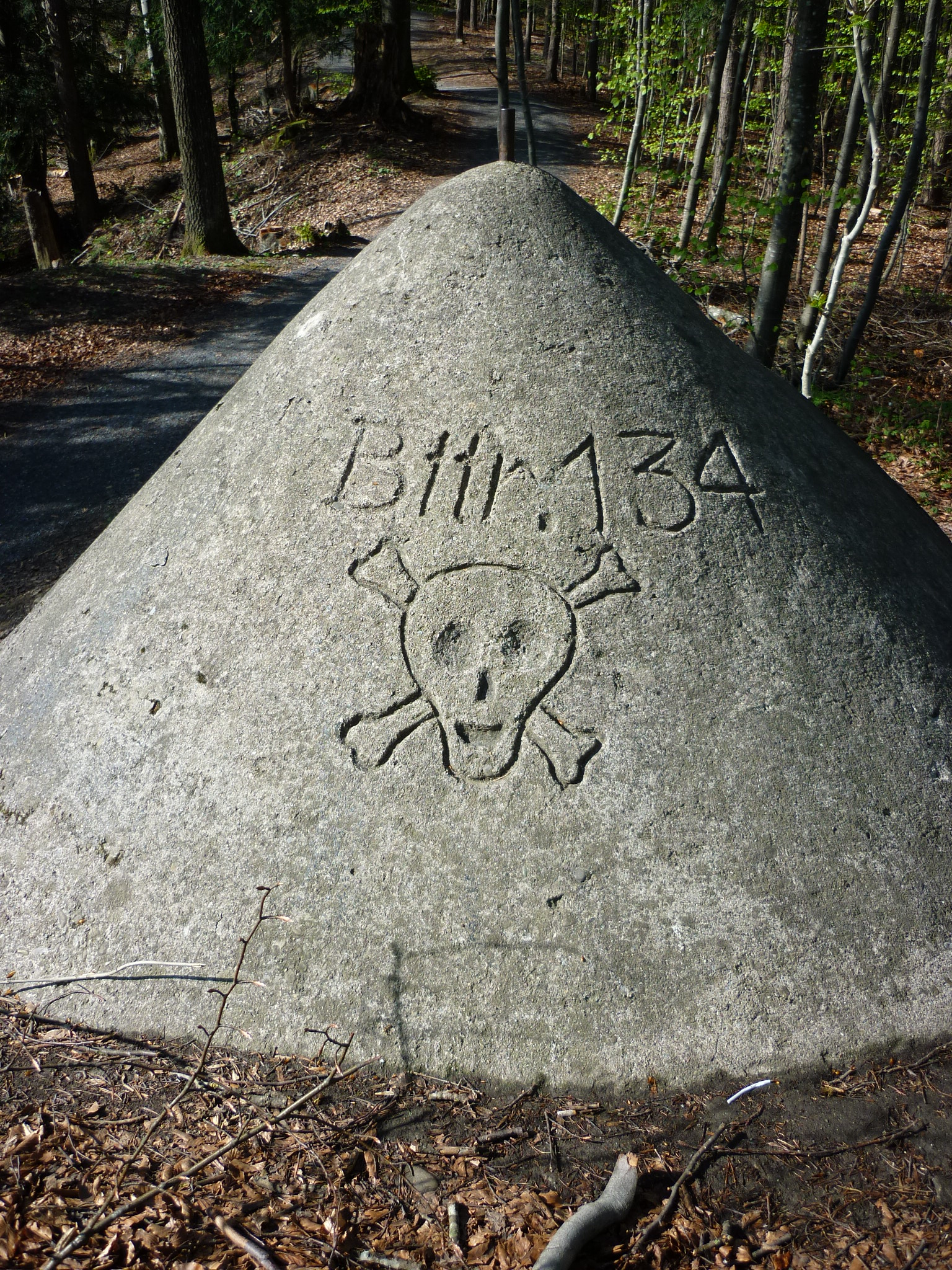
Artilleriebeobachtungsbunker Löwenstübli A 4965
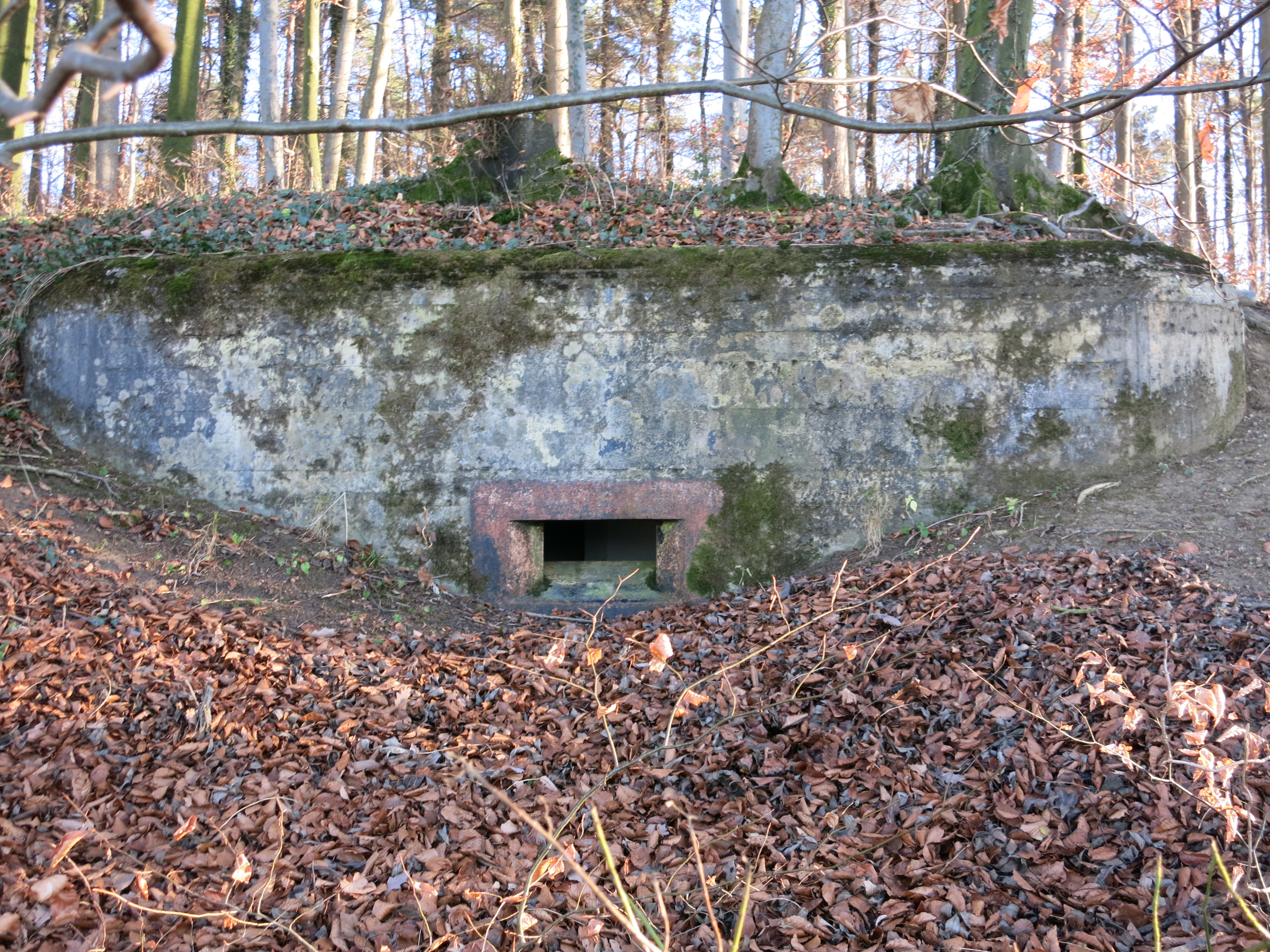
Doppelbeobachtungsbunker Schürhof, Urdorfer Senke
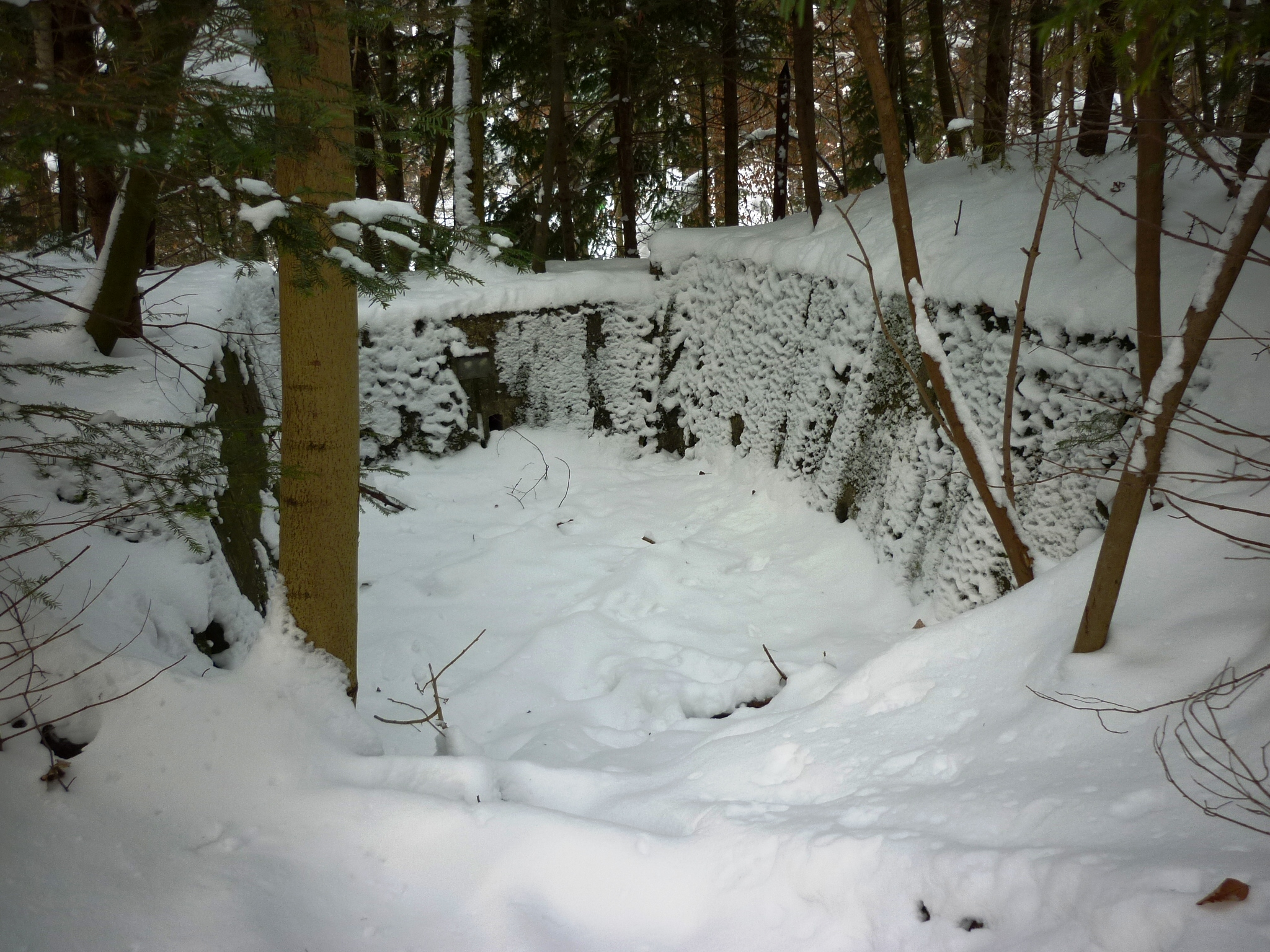
Artilleriestellung Brand, Ringlikon
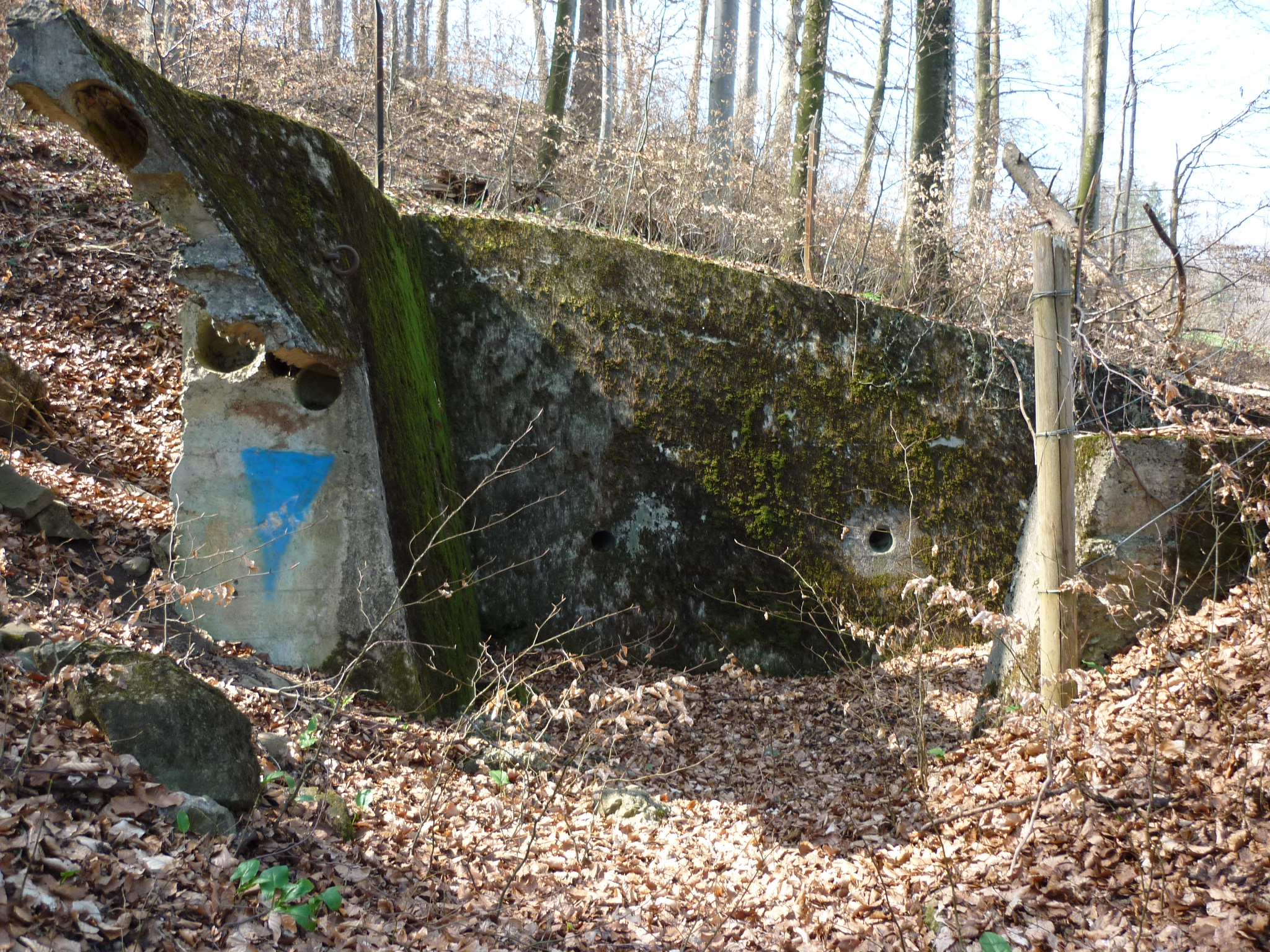
Artilleriestellung Schüren, Birmensdorf

### Festungsbau
Das ganze Gebiet am Uetliberg wurde zum militärischen Sperrgebiet erklärt und selbst vor höheren Offizieren geheim gehalten, Nachbarstellungen und die getarnten Artilleriestandorte waren auch ihnen nicht bekannt. Das Gebiet war von Laufgräben und Stacheldrahtverhauen durchzogen und grossflächig abgesperrt. Alle Strassen und Wege waren mit Sperren und betonierten Unterständen für die Wachmannschaften versehen.

#### Noch vorhandene Sperren
- Geländepanzerhindernis (GPH) Birmensdorferstrasse unten T 2507 ⊙
- Panzerbarrikade Birmensdorferstrasse unten T 2507.01 ⊙
- Panzerbarrikade Uetlibergbahn unten T 2507.02	⊙
- Panzerbarrikade Buchrainweg unten T 2507.03 ⊙
- Barrikadendepot Lärchenweg ⊙
- Barrikadendepots Tannenweg ⊙
- Sprengobjektdepot Herrligmoos-Lärchenweg Buchhoger B 1681 ⊙
- Geländepanzerhindernis Tankgraben Birmensdorferstrasse Waldegg T 2510	⊙
- Geländepanzerhindernis Pulverhausstrasse T 2512 ⊙
- Tankbarrikade Strasse Pulverhausstrasse T 2512.01 ⊙
- GPH Uitikon ⊙

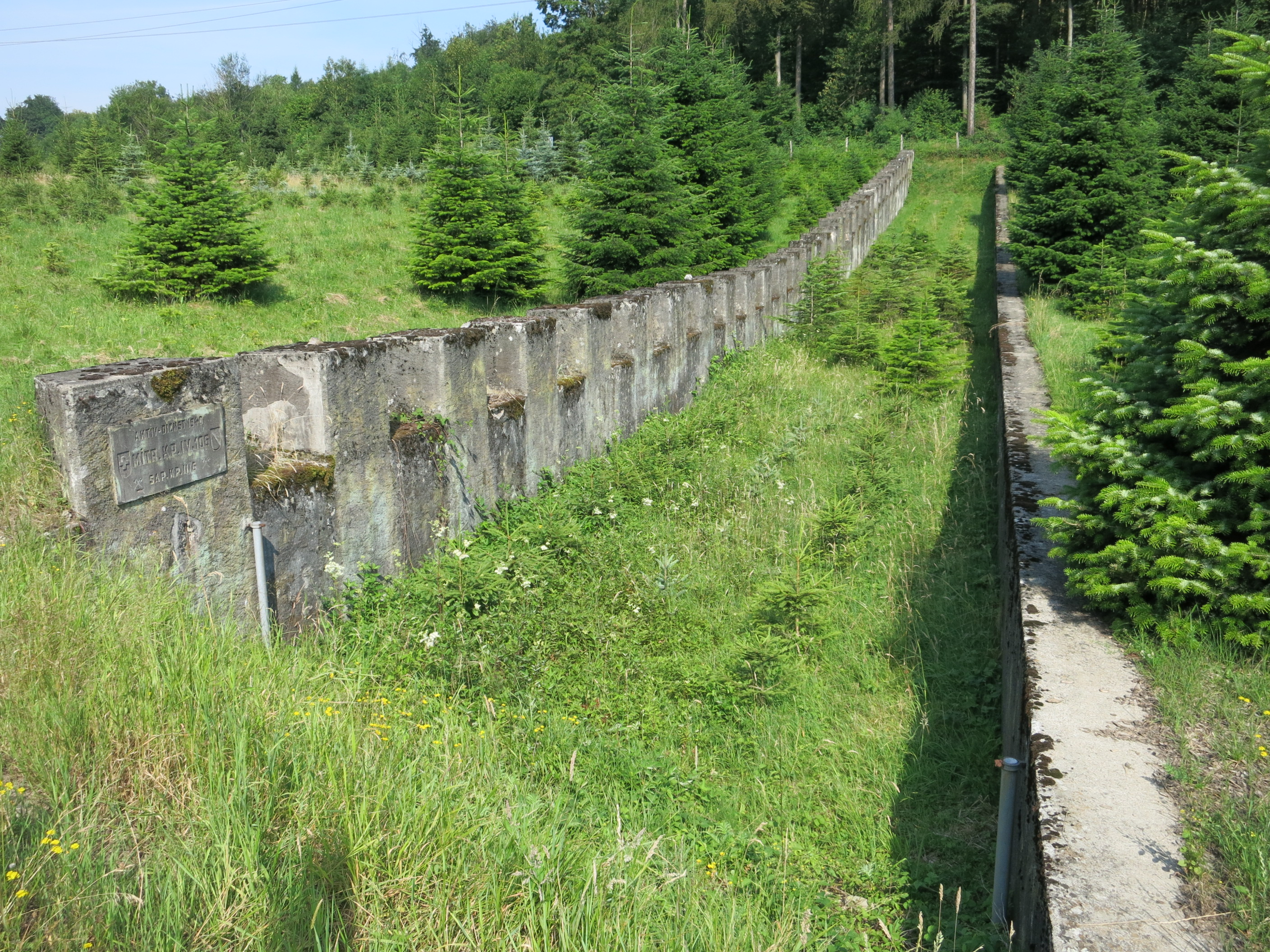
Tankgraben Waldegg T 2510
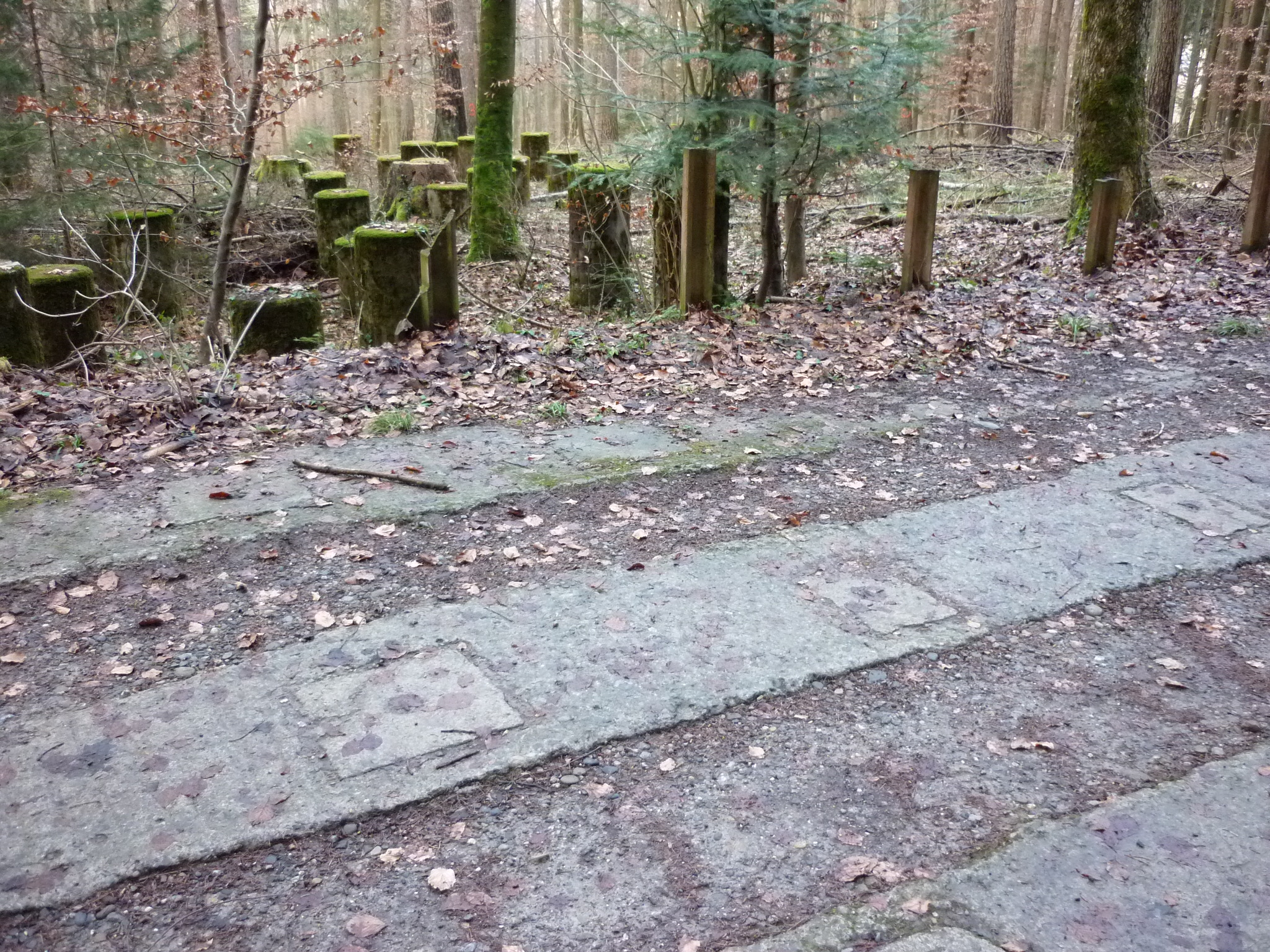
GPH Pulverhausstrasse T 2512
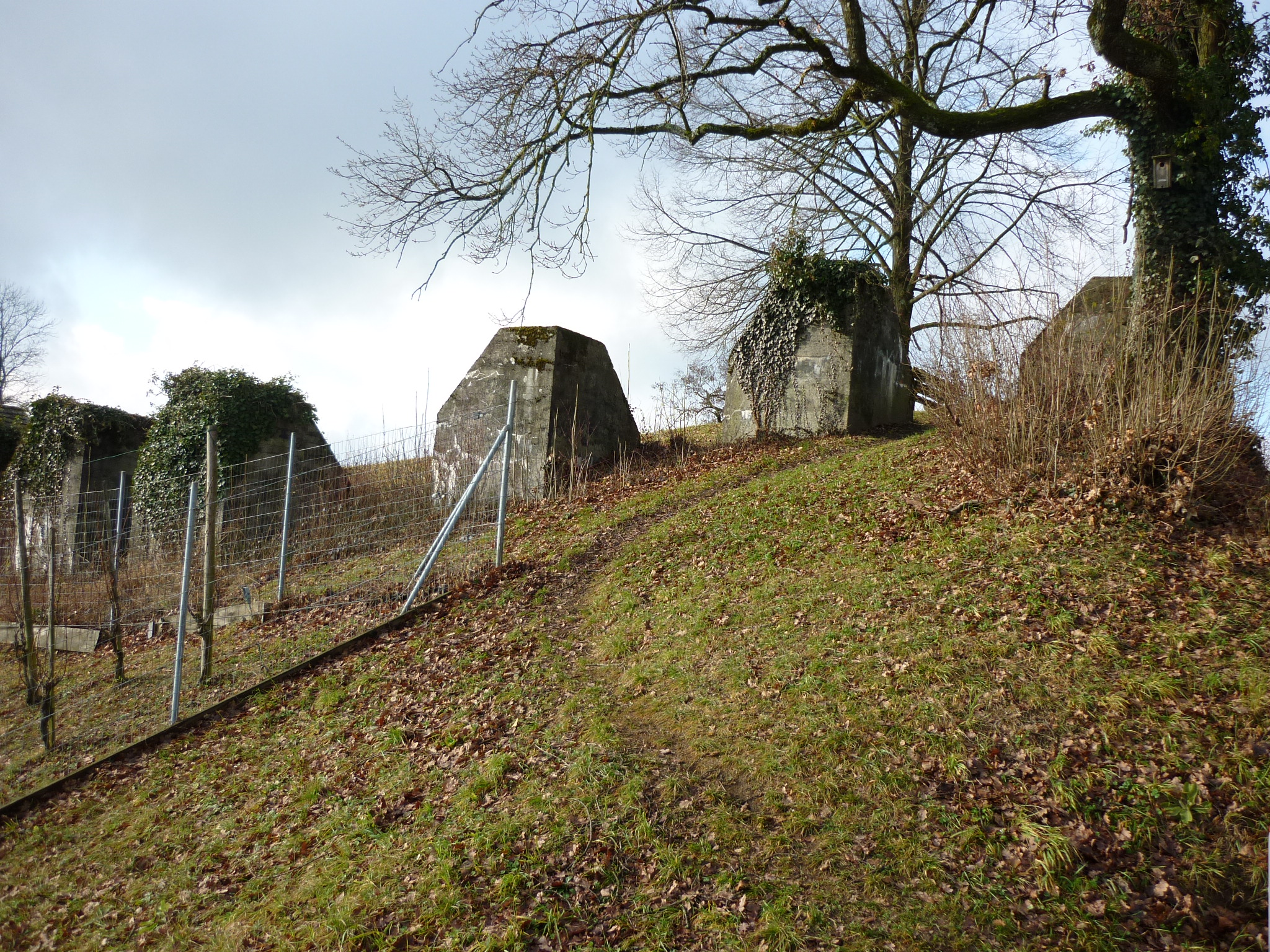
GPH Uitikon
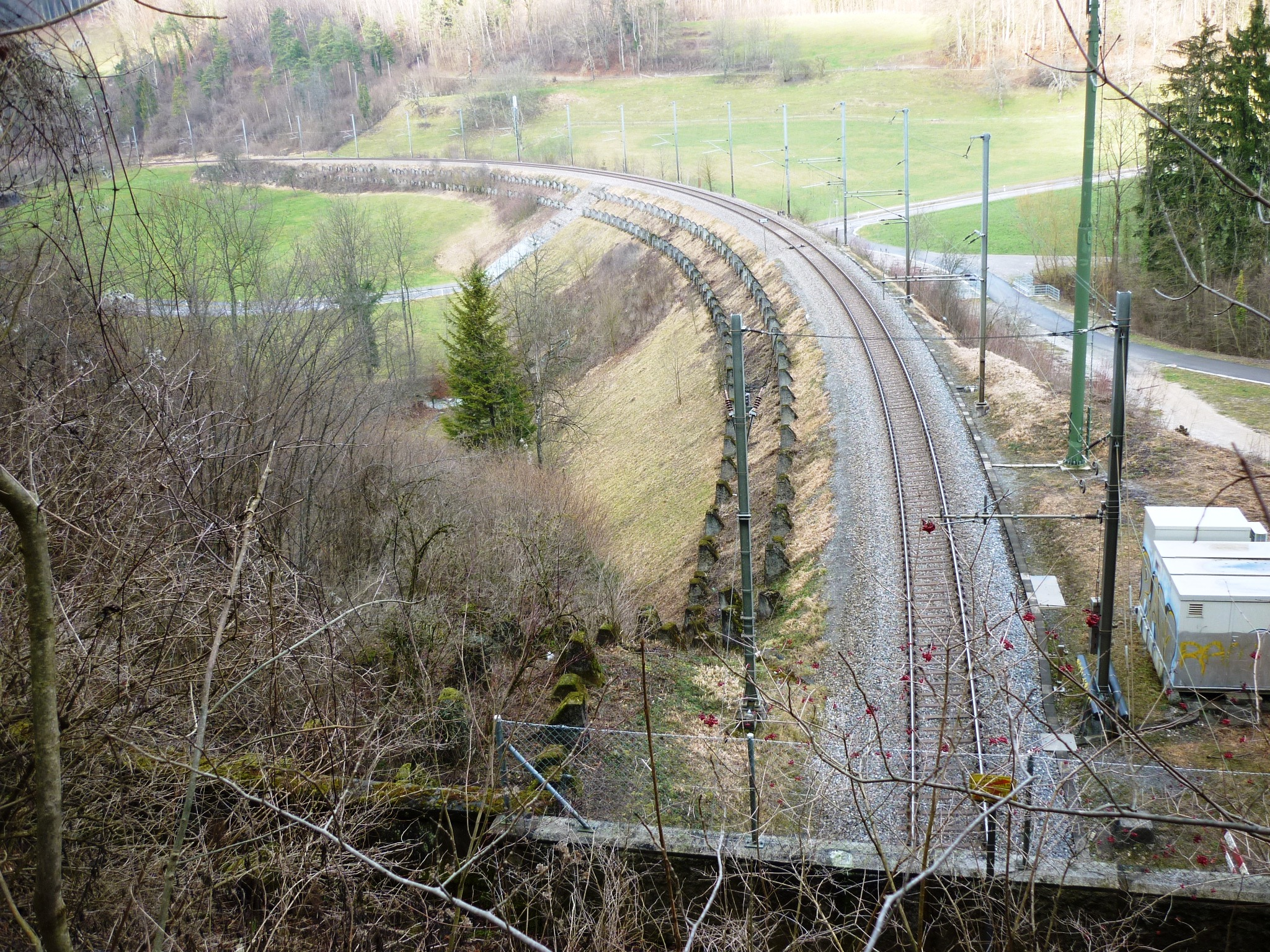
Sperre Bahndamm Birmensdorf

Die Sappeurkompanie II/6 der 6. Division unter Hauptmann Kollbrunner beschäftigte zeitweise über 10'000 Soldaten. Jeder Sappeursoldat dieser Sappeurkompanie hatte als Bauführer oder Polier einen Bautrupp von rund 100 Soldaten im Tag und Nacht Baueinsatz anzuleiten. Von polnischen Internierten wurden am Uetliberg eine Militärstrasse, der sogenannte Polenweg von der SZU.Haltestelle Ringlikon bis zur Arthur-Rohn-Strasse angelegt.
Der drei Kilometer breite Abschnitt zwischen Uetliberg, Waldegg und Urdorfer Senke bestand aus einem tiefgestaffelten System von Wechselstellungen, das an der Limmat begann und hinter der Reppisch aufhörte. Anstelle von verbunkerten Waffenstellungen wurden über 100 betonierte Unterstände und Felskavernen für die Truppen und Kommandoposten, Artilleriestellungen und Artilleriebeobachtungsbunker, Sanitätsstollen und Munitionsmagazine (Pulverhaus) gebaut und eine Vielzahl von Laufgräben für Wechselstellungen ausgehoben. Einzig durch die offene Urdorfer Senke verlief eine Tanksperre mit 18 betonierten Waffenständen.

#### Noch vorhandene Objekte Buchhoger, Uitikon
Die Armasuisse hat begonnen, einzelne Unterstände mit Erde zu überdecken, um Kontrollen und Unfälle zu vermeiden.
- Unterstand Fuchs A 4897 Bröggen, Schlieren ⊙
- Unterstand Himmel A 4898 Länxelmoos, Schlieren ⊙
- Unterstand Margrit A 4899 Schlatthölzli, Schlieren ⊙
- Unterstand «Herdler Ost» A 4900: 10 Mann	⊙
- Unterstand «Hang» A 4901: Stärpel 	⊙
- Kleinunterstand Reh – Rosshau A 4906	⊙
- Kleinunterstand Steiss Lyrenweg A 4907 ⊙
- Kleinunterstand Bach – Friedhof A 4908 ⊙
- Kleinunterstand Blick – Im Gubel A 4909 ⊙
- Kleinunterstand Bruch – Emmet A 4910		⊙
- Kleinunterstand Platte, Waldegg 1 A 4911		⊙
- Kleinunterstand Grenze, Waldegg 2 A 4912		⊙
- Kleinunterstand Glatze, Buchhoger 1 A 4913		⊙
- Kleinunterstand Sumpf, Buchhoger 2 A 4914		⊙
- Halbzugsunterstand Buchhoger 3 A 4915		⊙
- Kleinunterstand Rohr – Buchhoger A 4916, heute Ouellwasserfassung ⊙
- Zugsunterstand Treppe, Buchhoger A 4917		⊙
- Kleinunterstand Sempach, Buchhoger A 4918		⊙
- Kleinunterstand Frosch, Buchhoger A 4919		⊙
- Kleinunterstand Totenkopf, Buchhoger A 4920		⊙
- Kleinunterstand Brille – Buchhoger A 4921		⊙
- Unterstand/KP-Anlage Brille A 4921 Notausgang		⊙
- Kleinunterstand Habsburg – Buchhoger A 4922		⊙
- Kleinunterstand Kaktus – Buchhoger A 4923		⊙
- Kleinunterstand Kropf – Buchhoger A 4924		⊙
- Kleinunterstand Opiumhöhle – Buchhoger A 4925		⊙
- Kleinunterstand Moos – Buchhoger A 4926		⊙
- Kleinunterstand Kyburg – Buchhoger A 4927		⊙
- Kleinunterstand Jungholz – BuchhogerA 4928		⊙
- Kaverne und KP-Anlage «Hals» A 4929 Chapf ⊙
- Kaverne Sanitätshilfsstelle «Trotzdem» A 4930: Eingang West Chapf, als Kriegsspital geplant, ab 1940 (Reduit) als Kriegszeughaus verwendet	⊙
- Kaverne Sanitätshilfsstelle «Trotzdem» A 4930: Ausgang Nord Chapf ⊙
- Kaverne Sanitätshilfsstelle «Trotzdem» A 4930: Eingang Ost Chapf ⊙
- Kaverne «Charlotte-Rudolf» A 4931: Eingang Ost Chapf, Kommandoposten, Telefonzentrale, Unterstand für 60 Mann ⊙
- Kaverne «Charlotte-Rudolf» A 4931: Eingang West Chapf ⊙
- Kaverne «Charlotte-Rudolf» A 4931: Entlüftung Sprengkammer ⊙

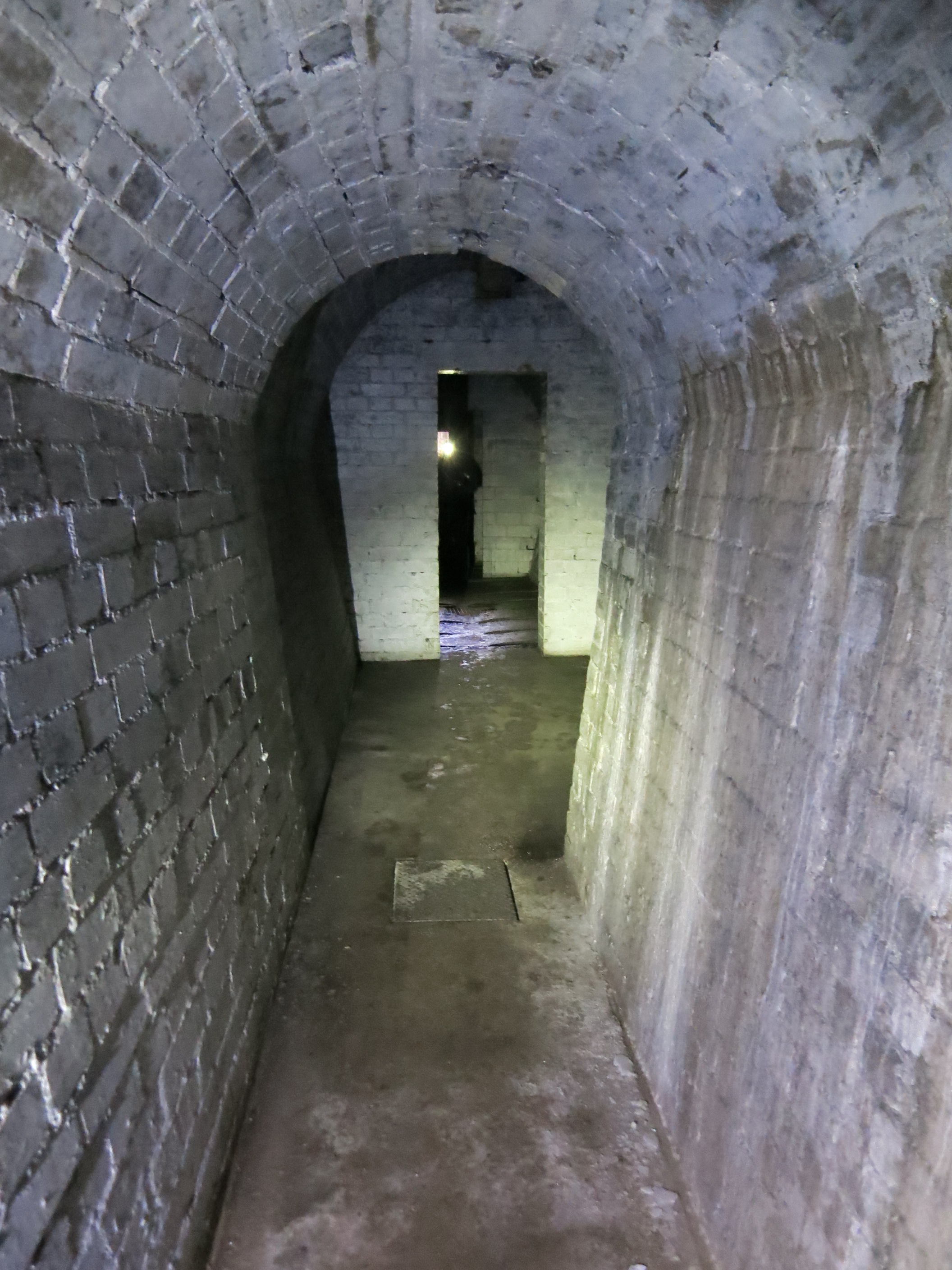
Halbzugsunterstand Buchhoger 3 A 4915
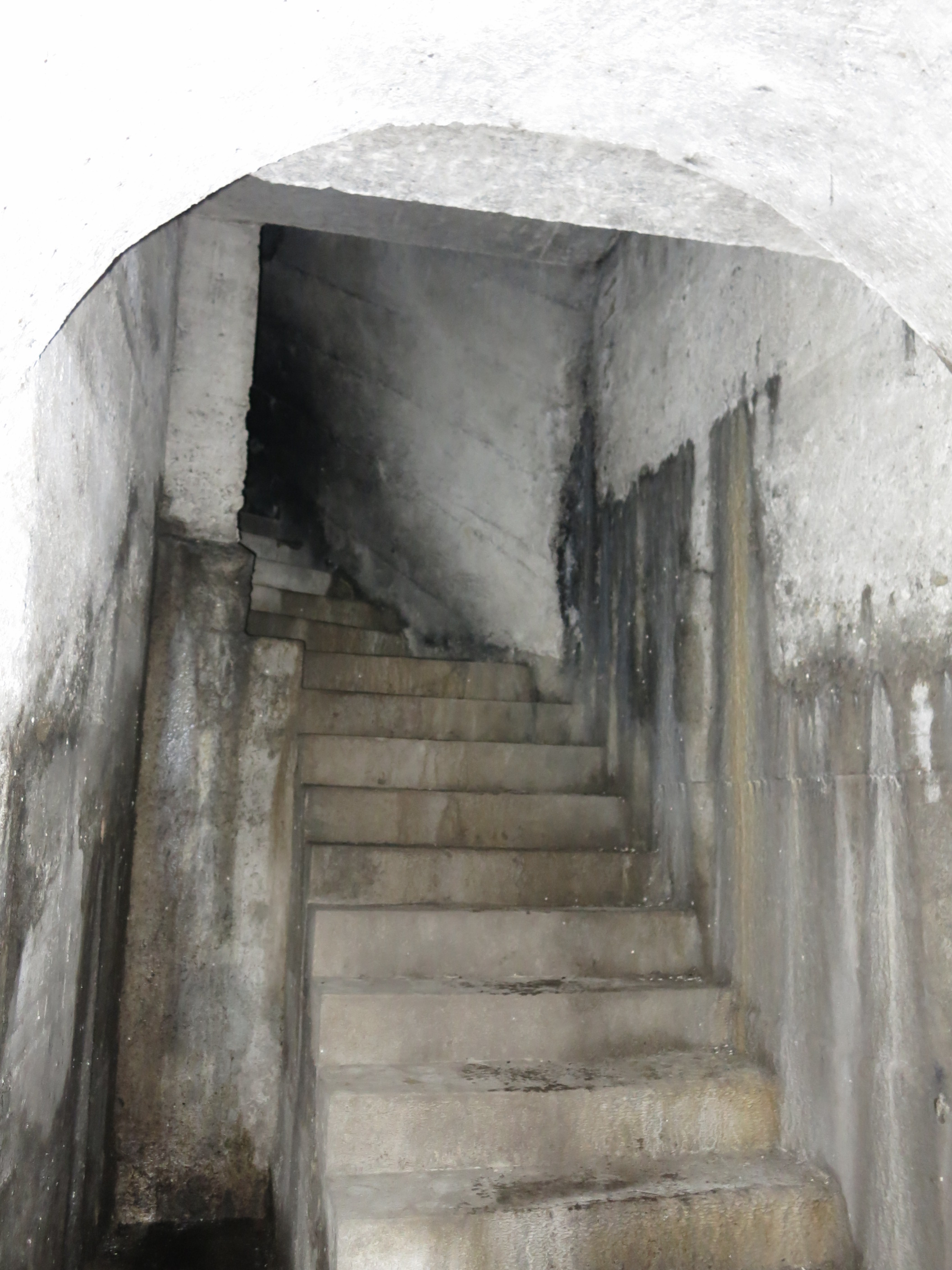
Zugsunterstand Treppe, Buchhoger A 4917
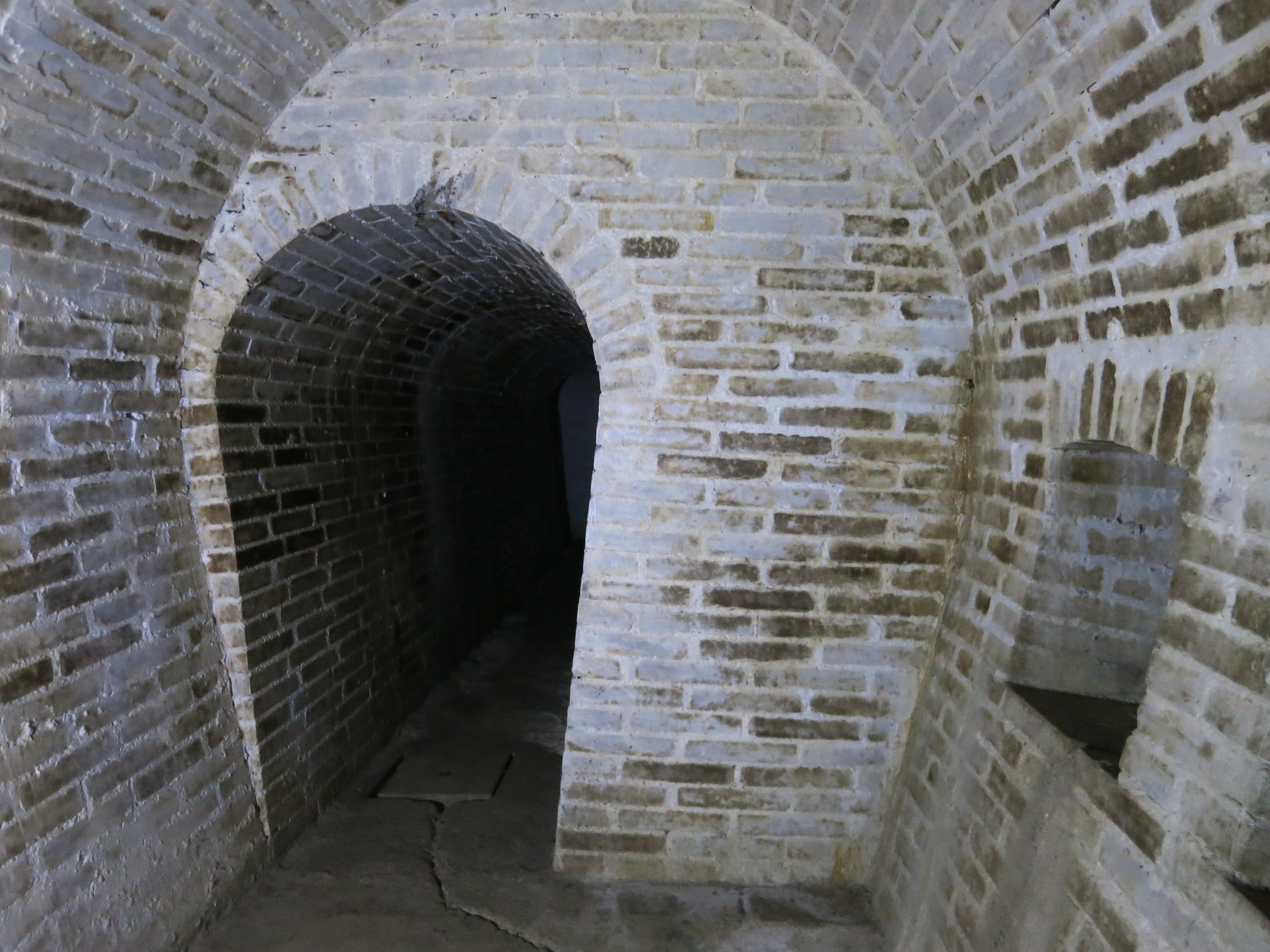
Kaverne und KP-Anlage «Hals» A 4929 Chapf
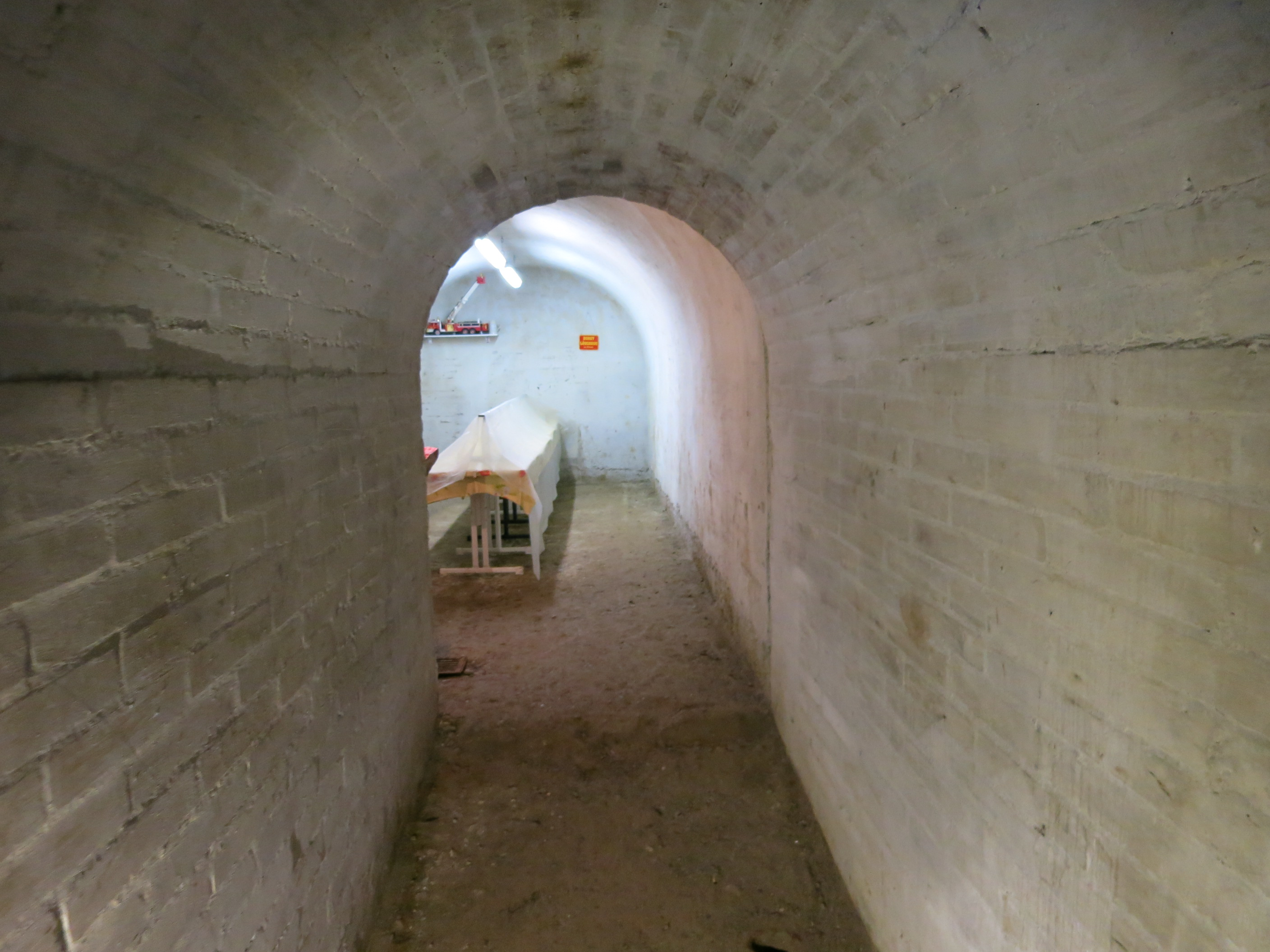
Kaverne Sanitätshilfsstelle «Trotzdem» A 4930
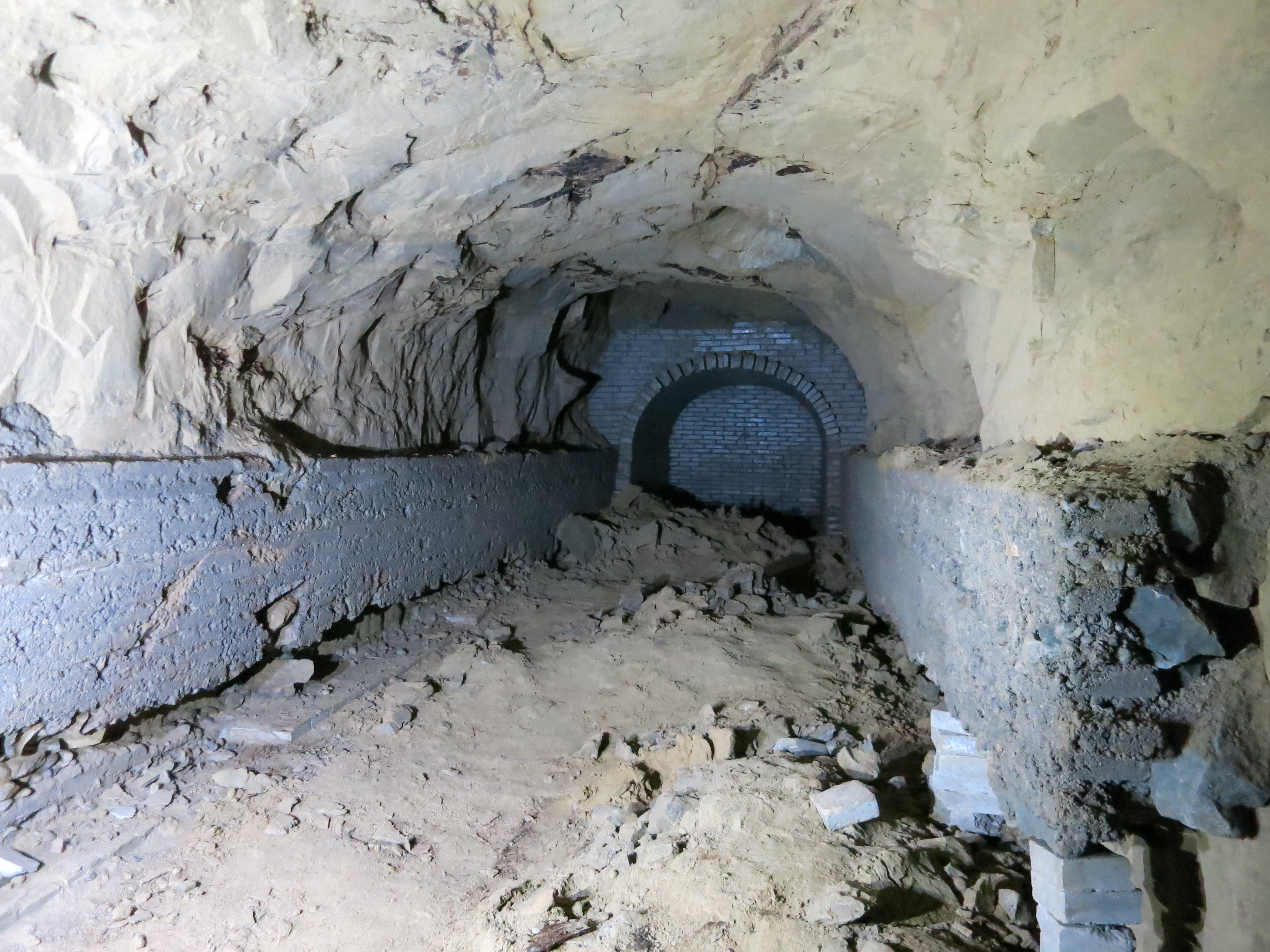
Mannschaftsunterstand Kaverne «Unterbruch Waldrand» A 4935

- Unterstand/KP-Anlage «Jakob» A 4932 Asp ⊙
- Unterstand/Telefonzentrale «Marlis» A 4933 Asp ⊙
- Mannschaftsunterstand Kaverne «Waldrand» A 4934: Sandloch 1, Kommandoposten F Art Abt 17 ⊙
- Mannschaftsunterstand Kaverne «Unterbruch Waldrand» A 4935: Eingang Süd Sandloch, 100 Meter Stollen ⊙
- Mannschaftsunterstand Kaverne «Unterbruch Waldrand» A 4935: Eingang Nord Sandloch ⊙
- Mannschaftsunterstand Kaverne «Reserve Waldrand» A 4936: Eingang Nord Sandloch ⊙
- Mannschaftsunterstand Kaverne «Reserve Waldrand» A 4936: Eingang Süd Sandloch ⊙
- Stollen, Unterstand «Schlitz» A 4937: Schlierenwald ⊙
- Unterstand «Spalt» A 4938: Schlierenwald ⊙
- Unterstand «Wasserloch» A 4939: Schlierenwald ⊙
- Unterstand «Ring» A 4940: Kleibermättelistrasse ⊙
- Unterstand «Murks» A 4941: Kleibermättelistrasse ⊙
- Unterstand «Lichtung» A 4942: Haustrasse ⊙
- Unterstand «Rutsch» A 4943: Haustrasse ⊙
- Unterstand «Schlüsselblume» A 4944: Forrenstrasse, Urdorf ⊙
- ASU 01 F 20044: Schwandenweg		⊙
- ASU 02 F 20045: Chriegholz, Uitikon ⊙
- ASU 05 F 20046: Hohensteinstrasse, Waldegg ⊙
- ASU 03 F 20047: Hallenbad, Uitikon ⊙
- ASU 08 F 20048: Buechhoger Ed.-Gut-Str. ⊙
- ASU 09 F 20049: Asp Waldhütte ⊙
- ASU 13 F 20050: Forrenstrasse Holzlager ⊙
- ASU 06 F 20051: Schlierenwald ⊙
- ASU 12 F 20052: Schürhof, Urdorf ⊙
- ASU 11 F 20053: Gugelweg ⊙
- ASU 10 F 20054: Hausstrasse ⊙
- ASU 16 F 20055 Bröggen, Schlieren ⊙
- ASU 15 F 20056 Schlattwis, Schlieren	⊙
- ASU 14 F 20057 Schlierenstrasse, Schlierenwald ⊙
- Wasserreservoir 2 Rütenen W 00603 ⊙

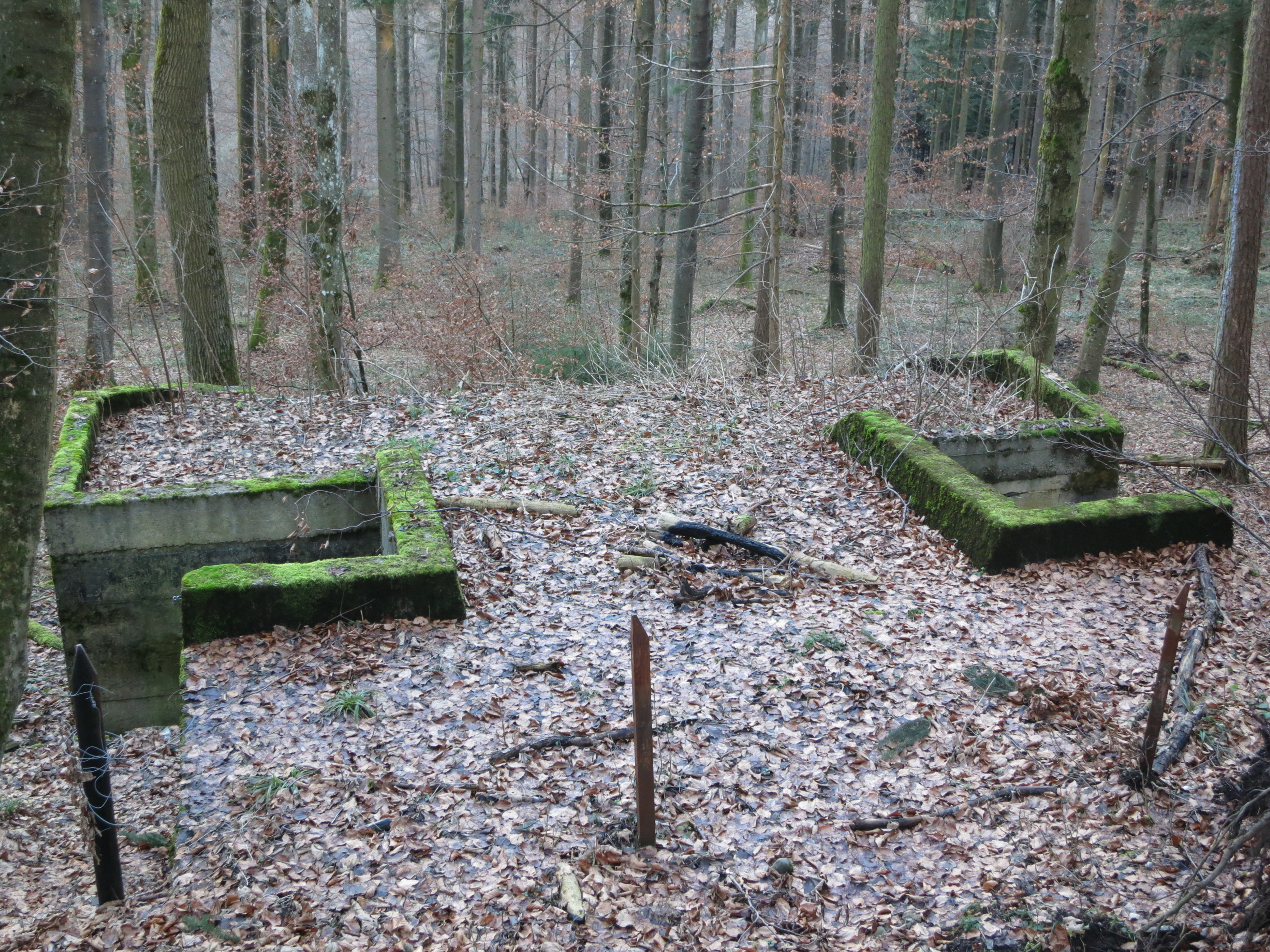
Kleinunterstand Brille A 4921
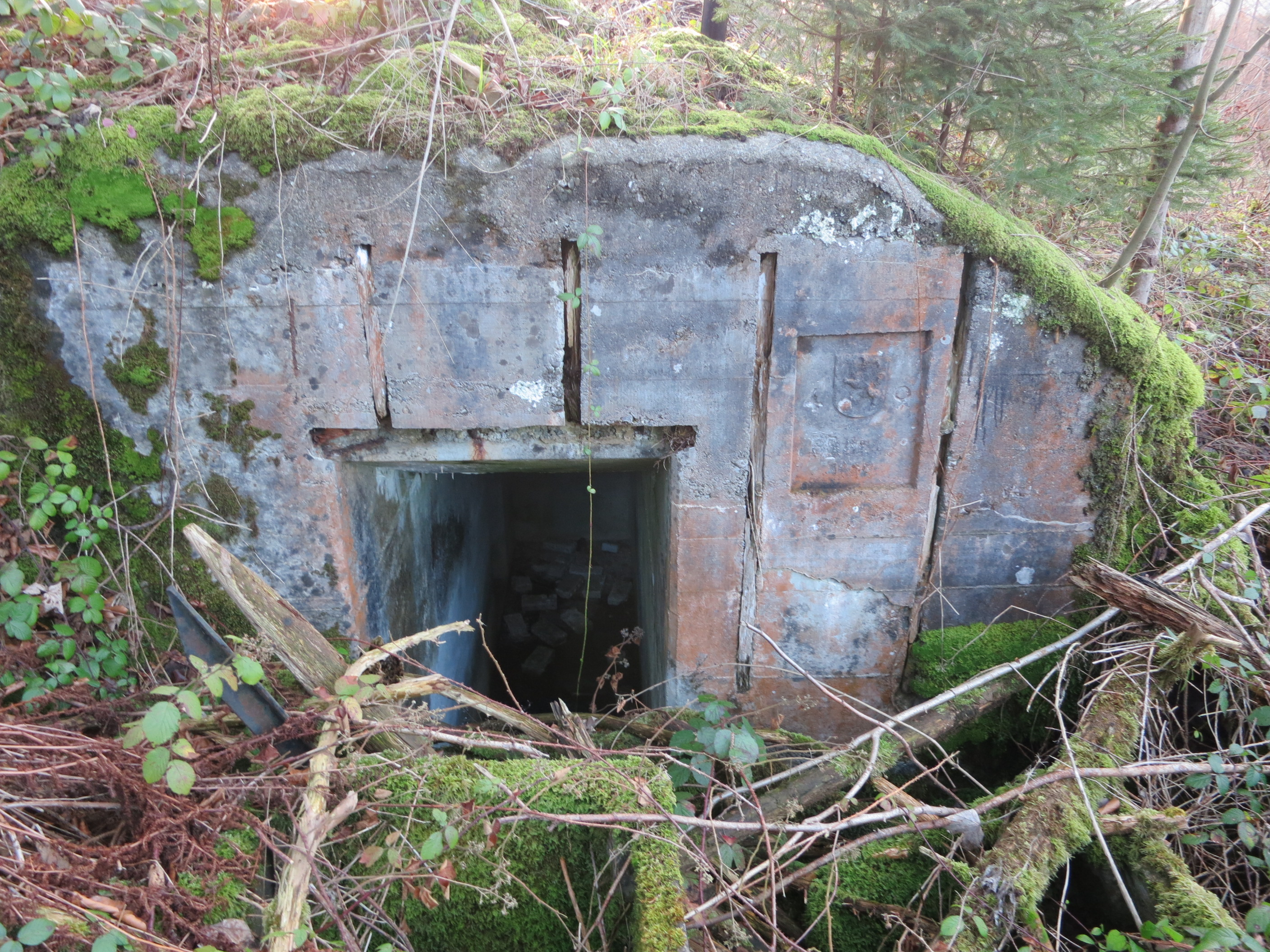
Unterstand «Spalt» A 4938 Schlierenwald
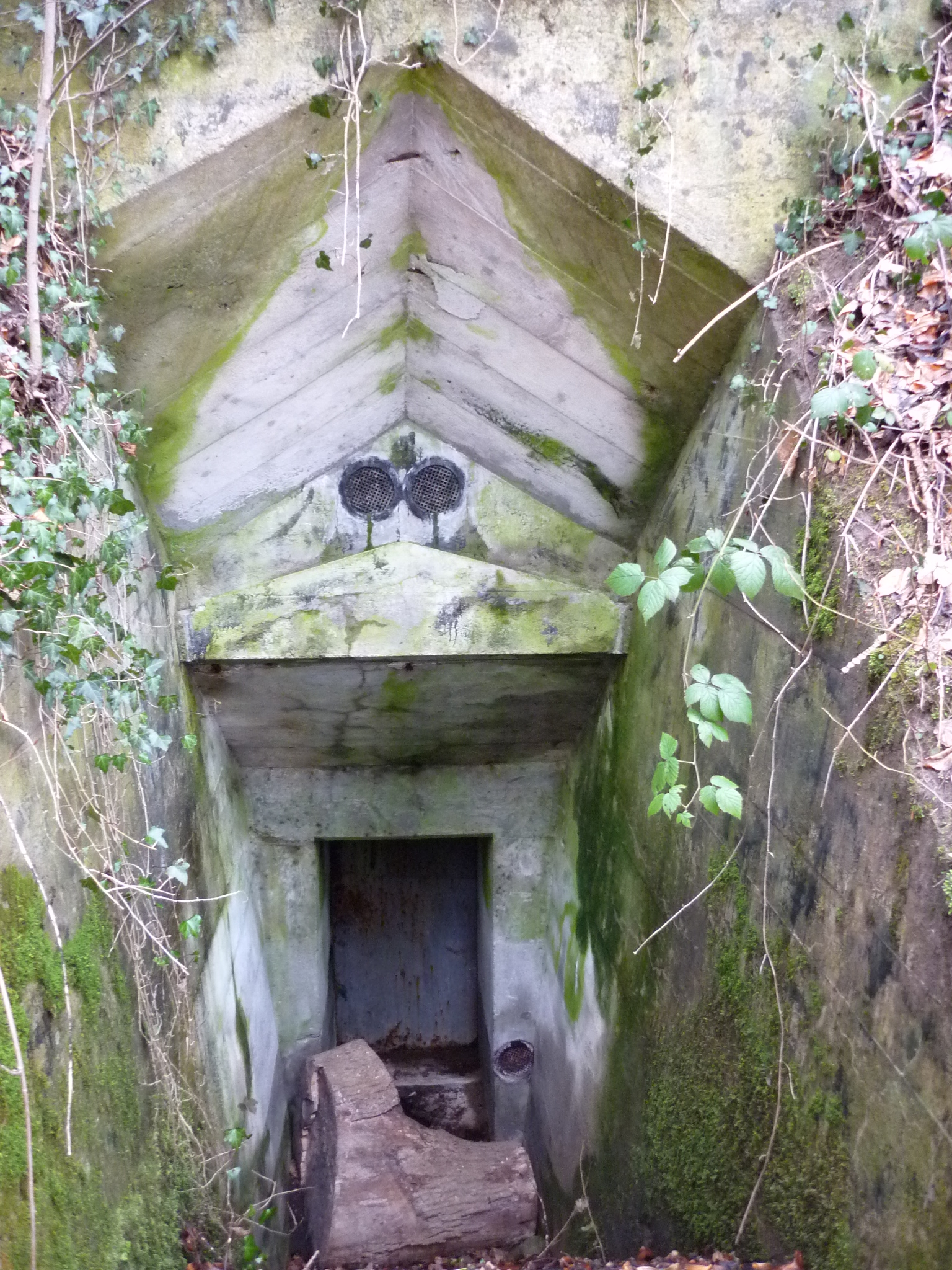
Kaverne «Waldrand» A 4934 Sandloch, Kommandoposten F Art Abt 17
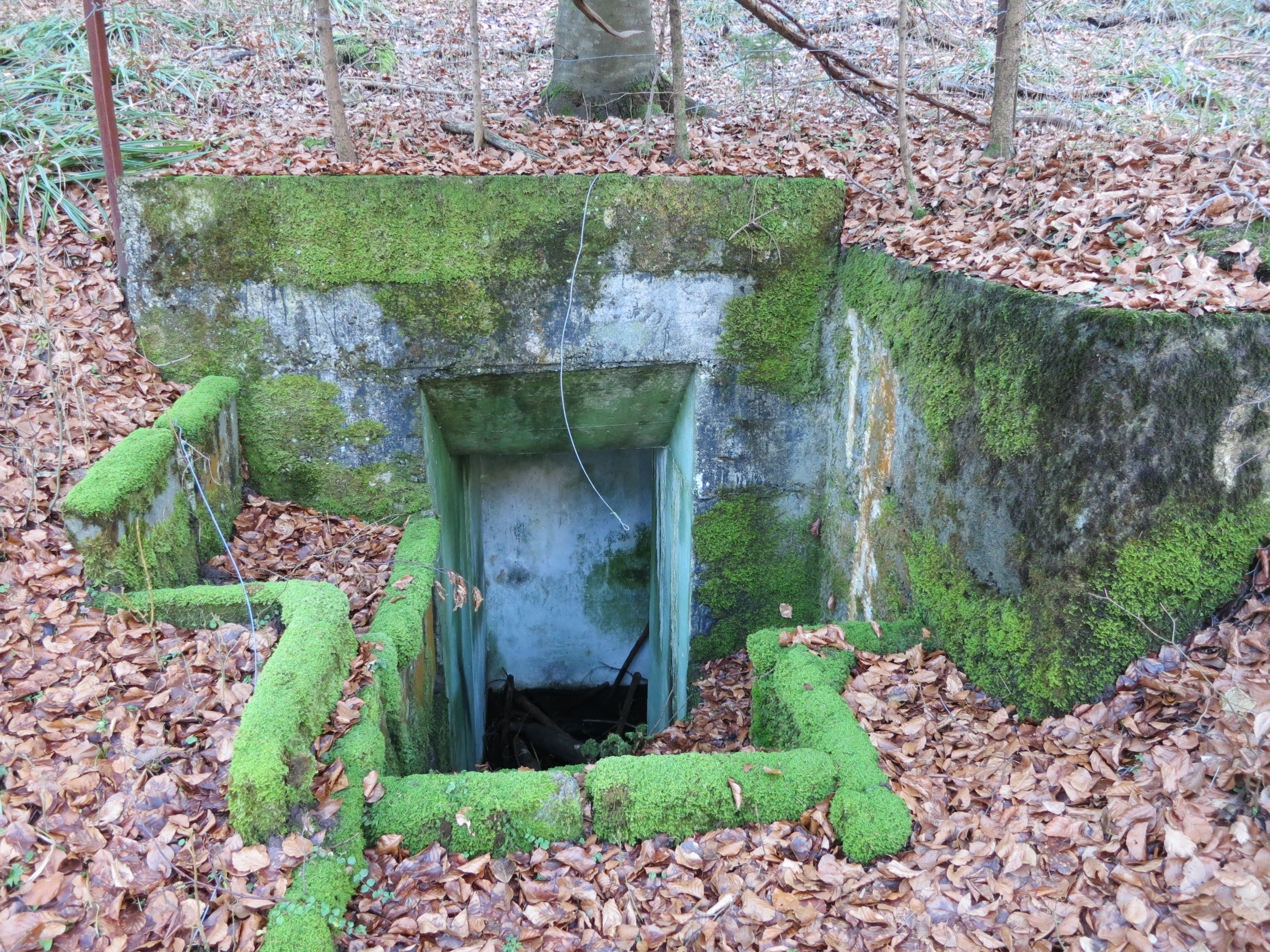
Kleinunterstand Totenkopf A 4920

#### Noch vorhandene Objekte Hohenstein, Uetliberg
- Kleinunterstand Gebiet Hohenstein Feld – Waldegg A 4946		⊙
- Kleinunterstand Süsi – Hohenstein 13 A 4947 ⊙
- Kleinunterstand Berli – Hohenstein 15 A 4948		⊙
- Kleinunterstand Emma – Hohenstein 14 A 4949		⊙
- Kleinunterstand Walter – Helene Hohenstein 17 / 18 A 4950		⊙
- Kleinunterstand Knall – Hohenstein 19 A 4951		⊙
- Kleinunterstand Hans – Hohenstein 20 A 4952		⊙
- Kleinunterstand Mü – Hohenstein 16 A 4953		⊙
- Kleinunterstand Lump – Hohenstein 11 A 4954		⊙
- Kleinunterstand Spunwald – Hohenstein 10 A 4955		⊙
- Kleinunterstand Landwehr – Hohenstein 12A 4956		⊙
- Kleinunterstand ETH – Hohenstein 9 A 4957		⊙
- Kleinunterstand Effi – Hohenstein 7 A 4958		⊙
- Kleinunterstand Mösli – Hohenstein 8 A 4959		⊙
- Kleinunterstand Loch – Hohenstein 6 A 4960		⊙
- Kleinunterstand Immergrün – Hohenstein 5 A 4961		⊙
- Kleinunterstand Ratz – Hohenstein 4 A 4962		⊙
- Kleinunterstand Wurst – Hohenstein 3 A 4963		⊙
- Kleinunterstand Schnaps – Hohenstein 2 A 4964		⊙
- Kaverne/KP «Jurablick» A 4966: Eingang Ost ⊙
- Kaverne/KP «Jurablick» A 4966: Eingang West ⊙
- Unterstand «Durchzug» A 4973 Bühlstrasse Ringlikon ⊙
- Kaverne/KP «Grotte» A 4975: Bühlstrasse ⊙
- Unterstand «Burg» A 5001: Eingang, Schlössli ⊙
- Unterstand «Burg» A 5001: Ausgang, Schlössli ⊙
- Unterstand «Hell» A 5003: Schäflibach 	⊙

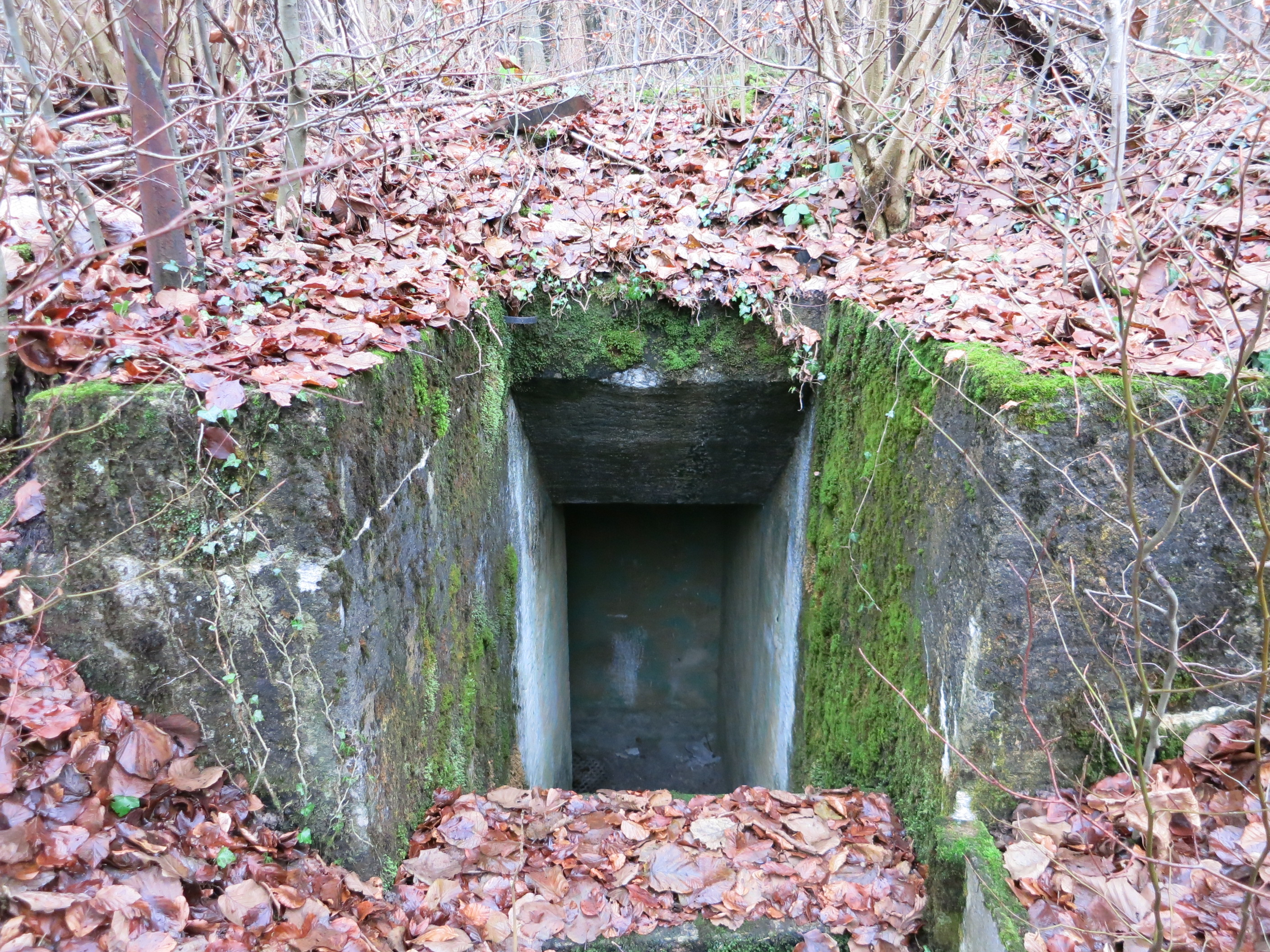
Telefonzentrale Helene A 4950
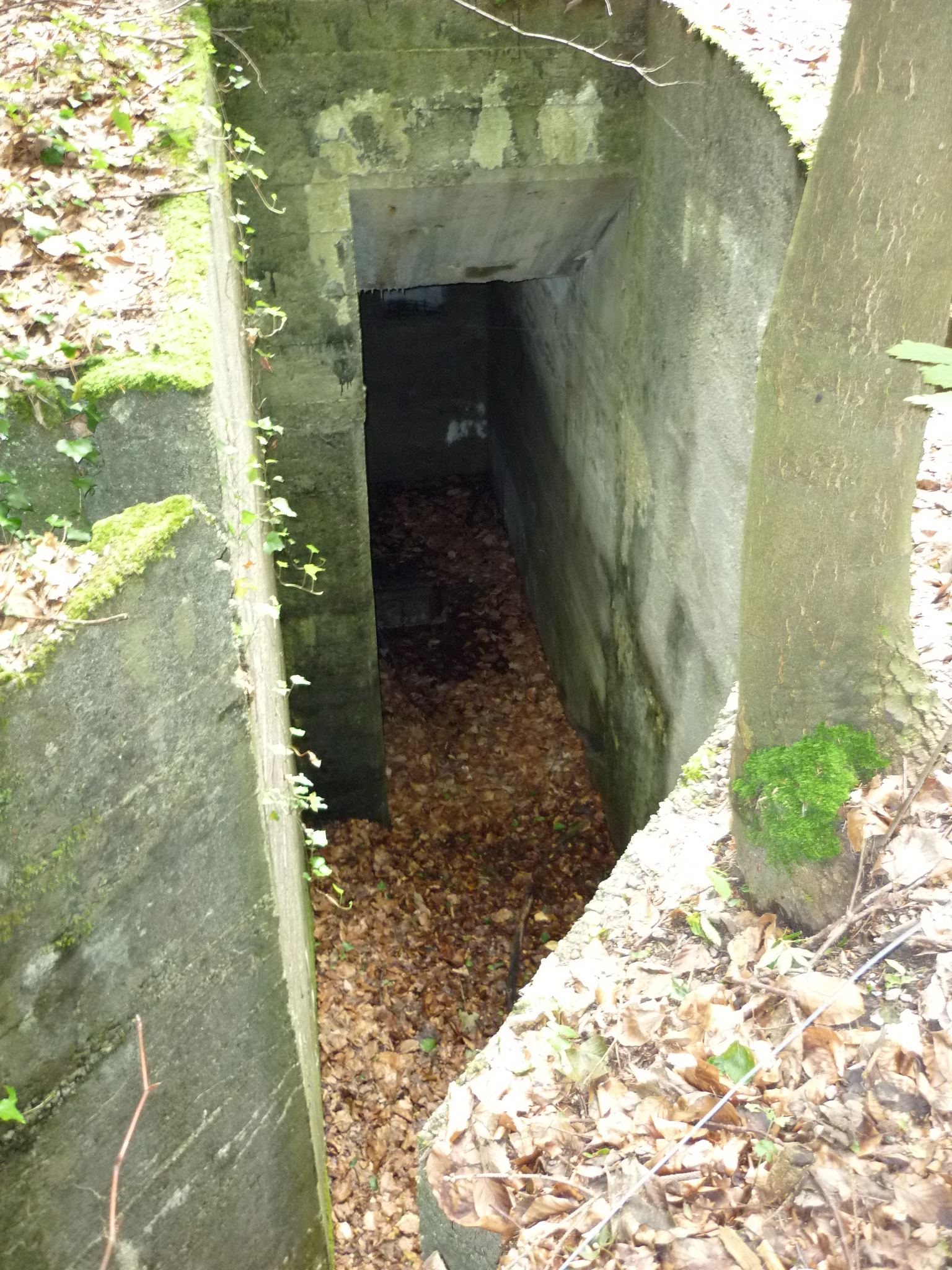
Kleinunterstand Effi A 4958
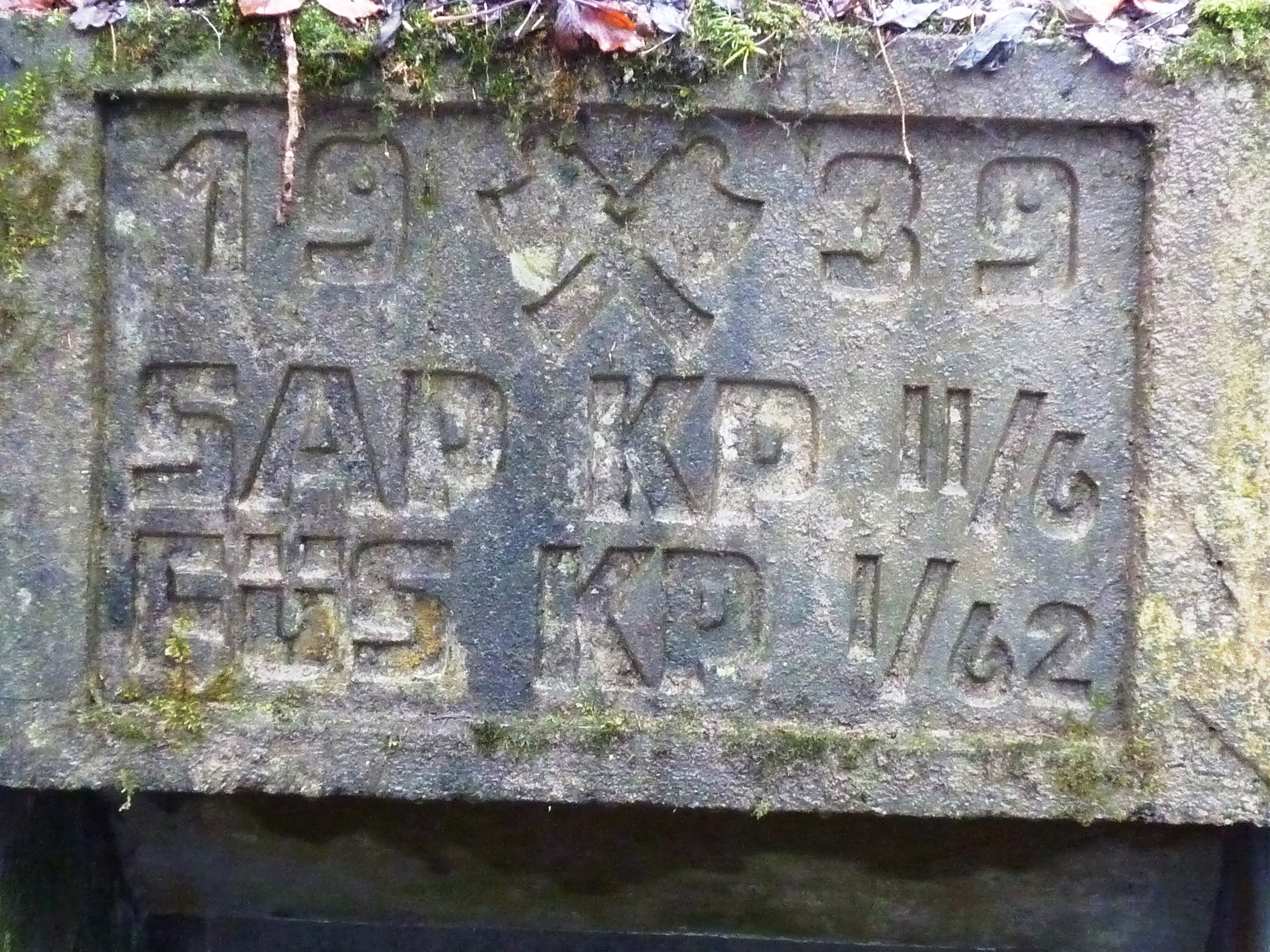
Kleinunterstand Mösli A 4959
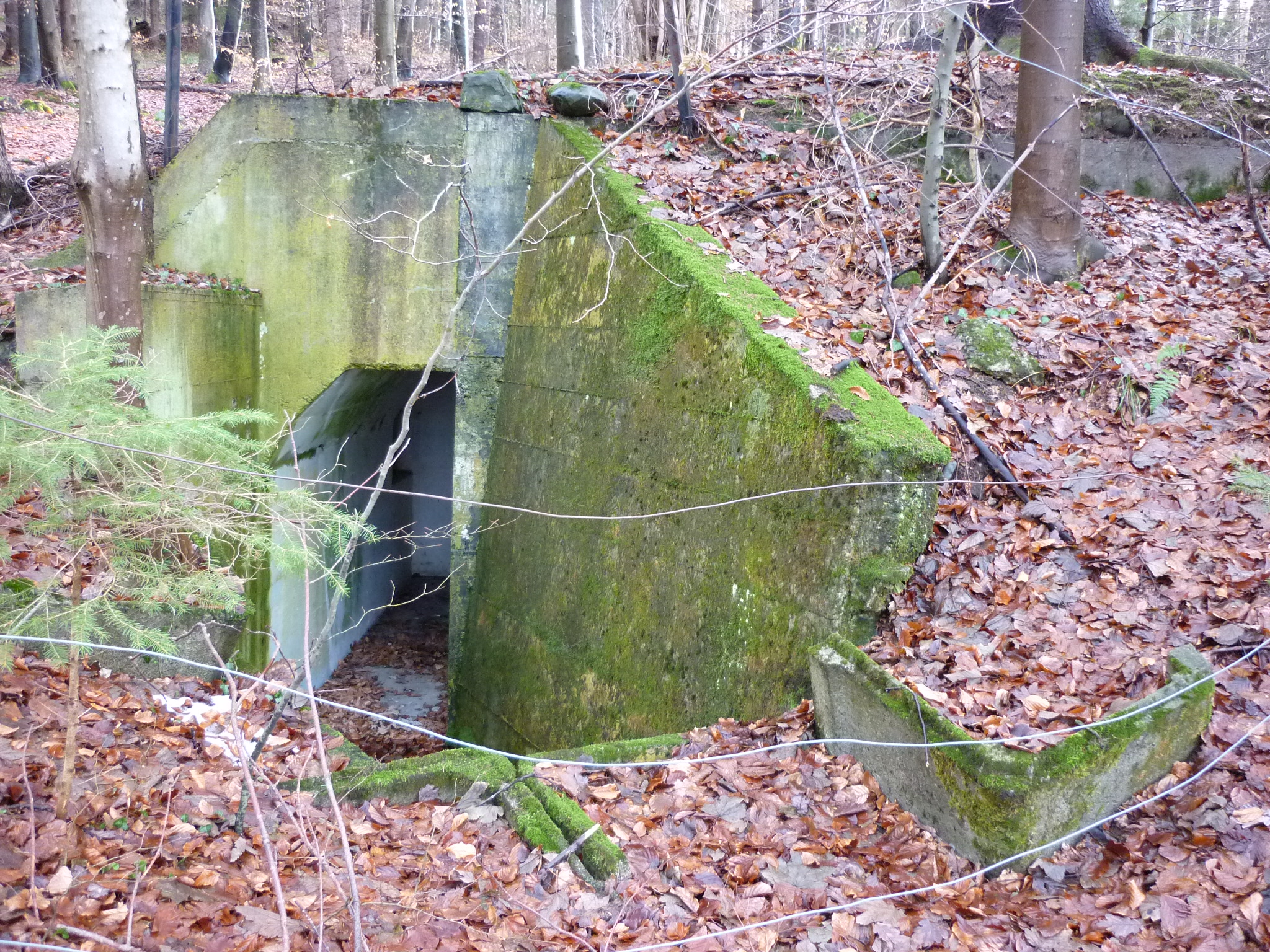
Kleinunterstand Ratz A 4962

#### Vorgeschobene Stützpunkte
In den vorgeschobenen Stützpunkten Altstetten, Dietikon und Schlieren, sowie in Uitikon-Waldegg (Uetliberg) und der Urdorfer Senke, der Stadt Zürich und in Wollishofen entstanden ab 1938 nach neuesten militärischen Kriterien betonierte Waffenstellungen, Bunkeranlagen, Sprengobjekte und Geländepanzerhindernisse.

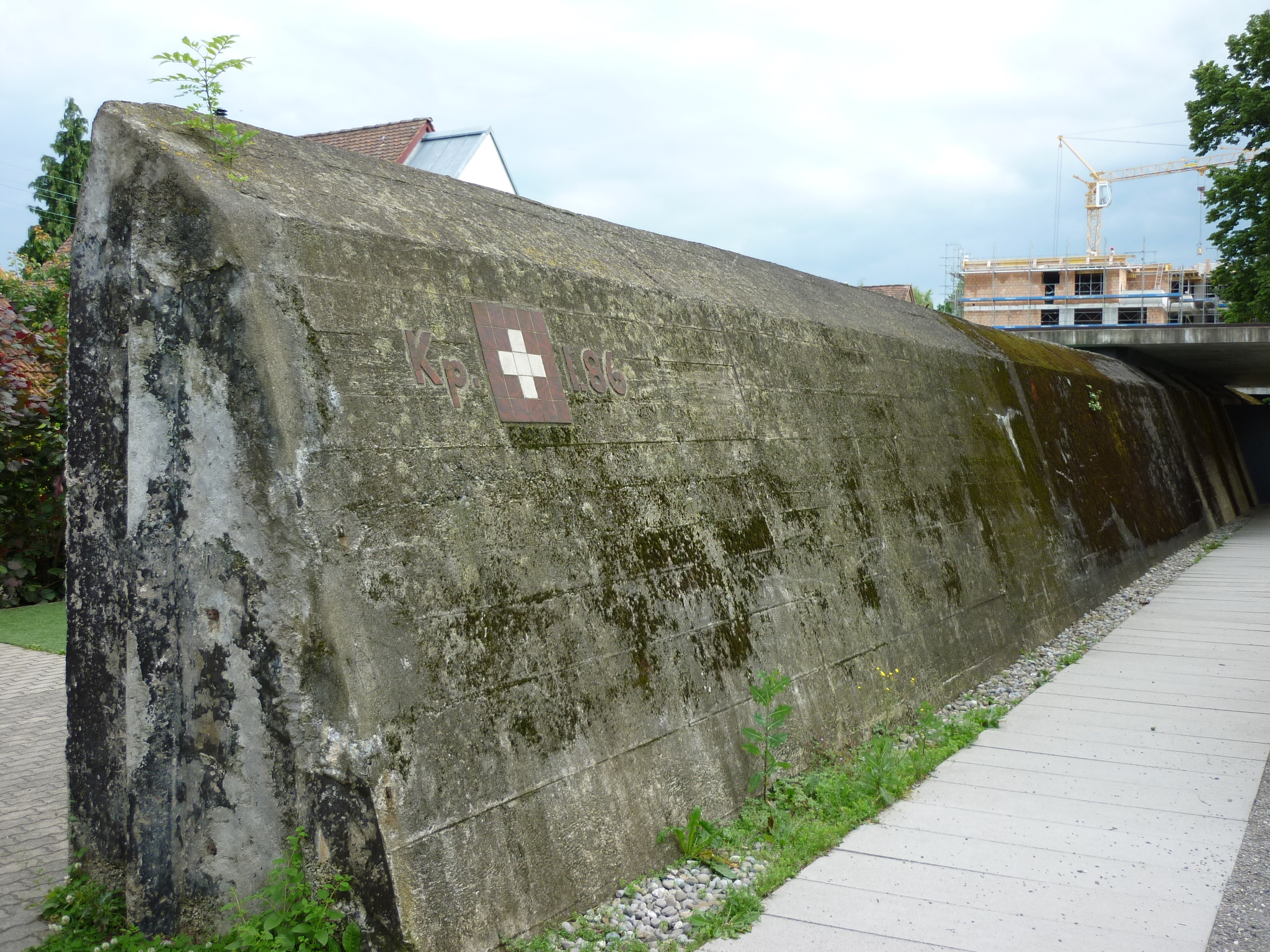
Festung Dietikon
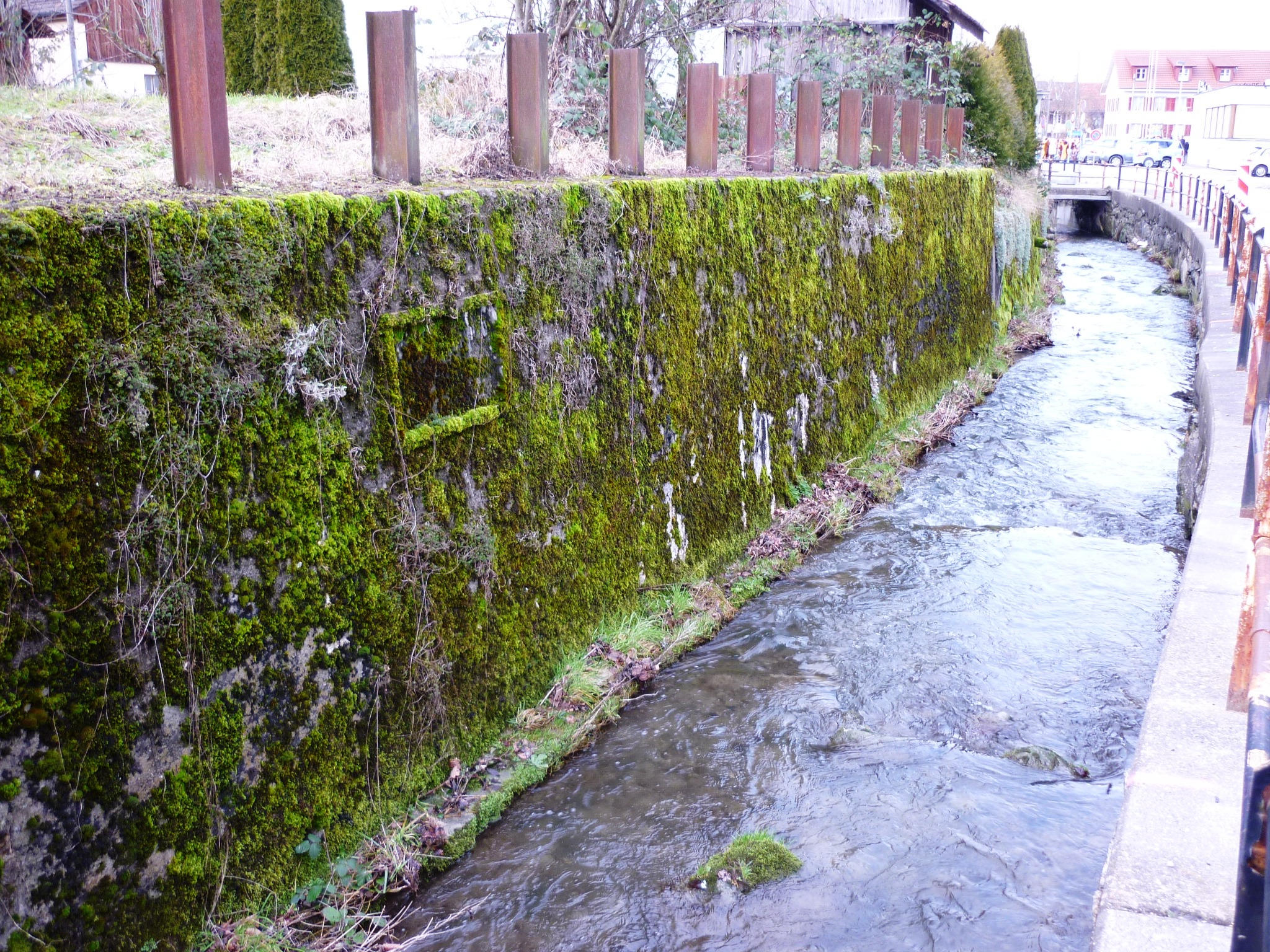
Stützpunkt Oberurdorf
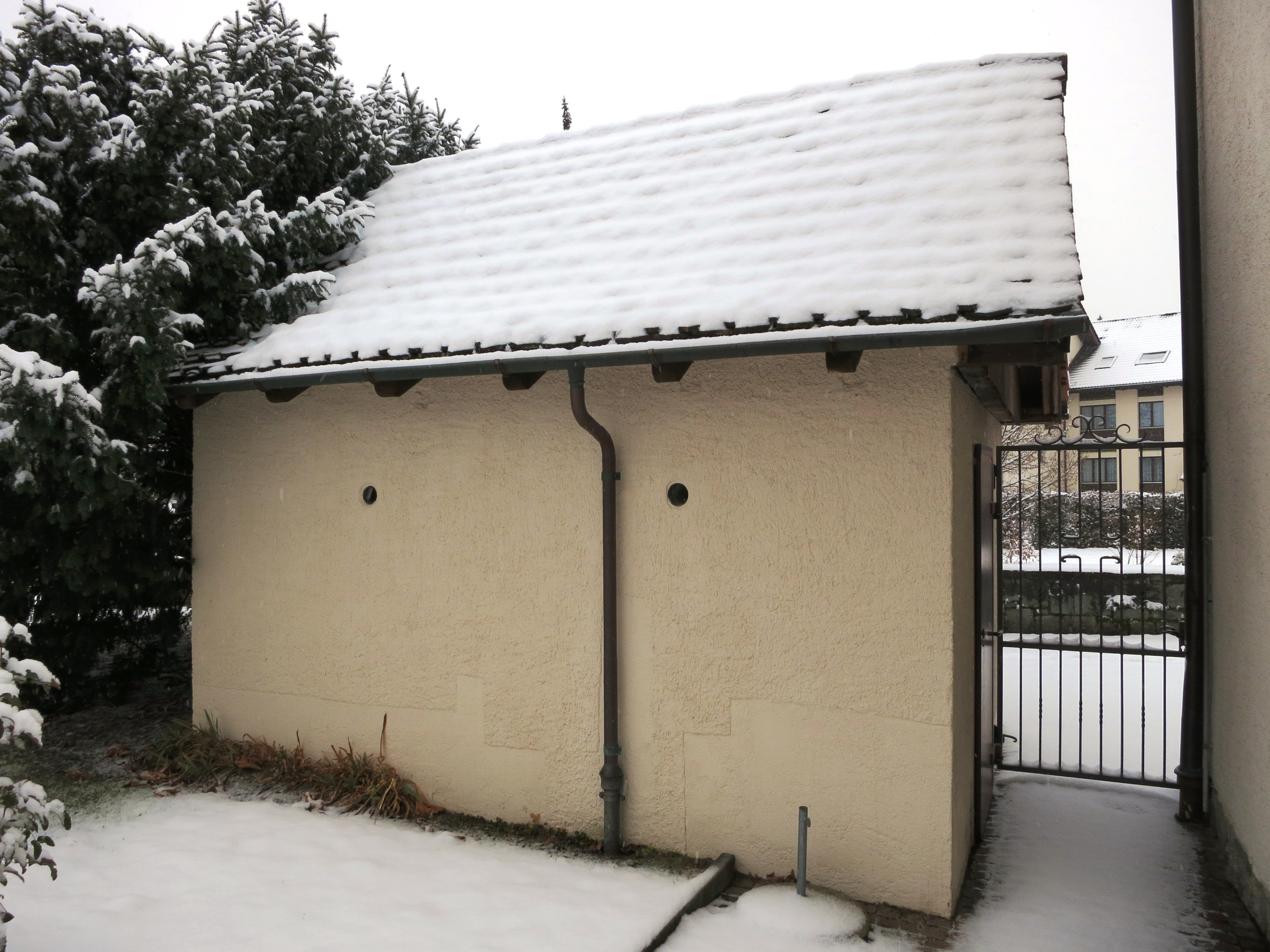
Stützpunkt Schlieren
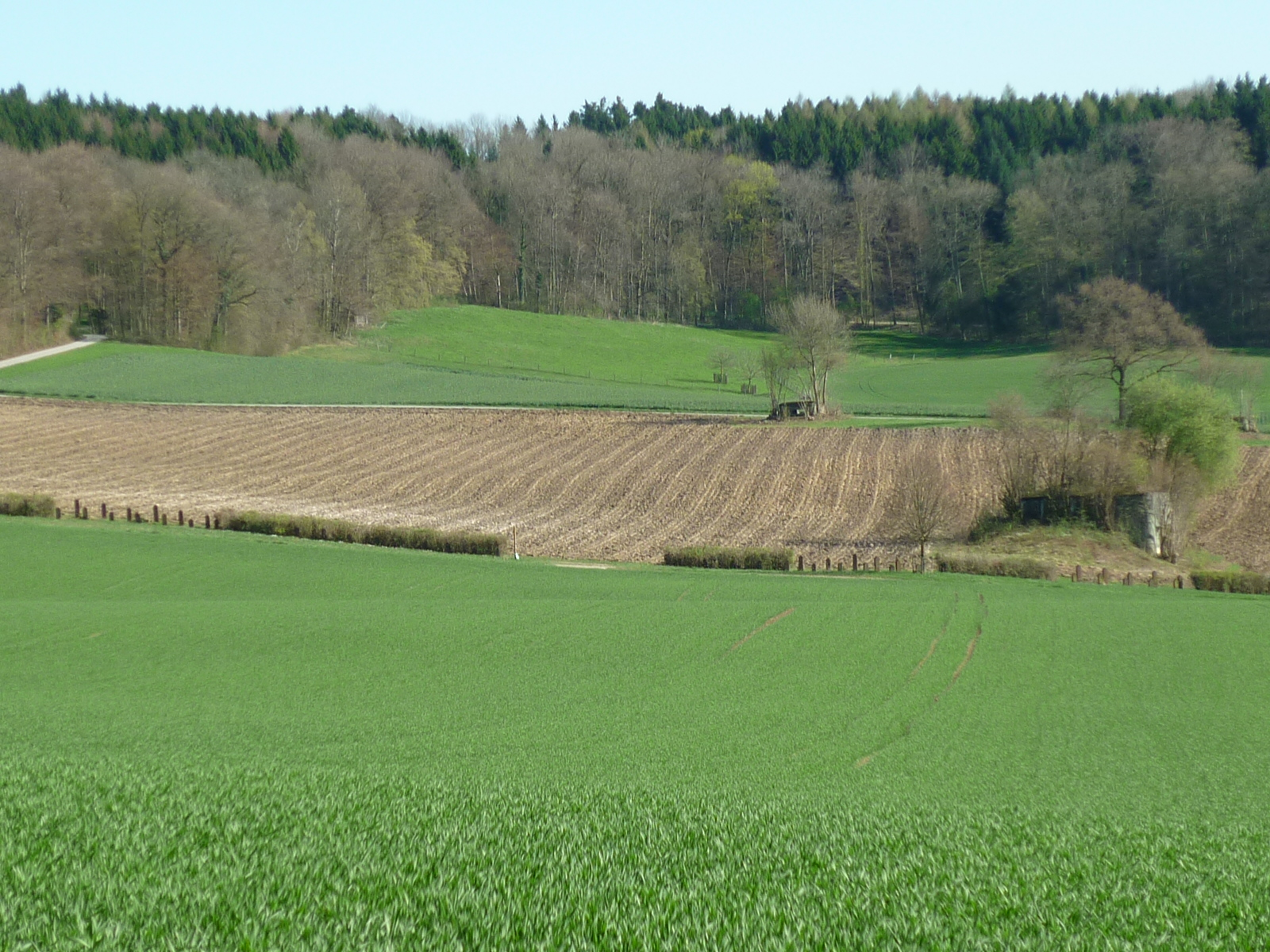
Urdorfer Senke

#### Benachbarte Sperrstellen
Nach dem Rückzug ins Reduit wurden die Feldstellungen am Uetliberg verlassen. Als Vorwerk zum Reduit wurde die Wollishofer und 1944 die Birmensdorfer Panzersperre gebaut.

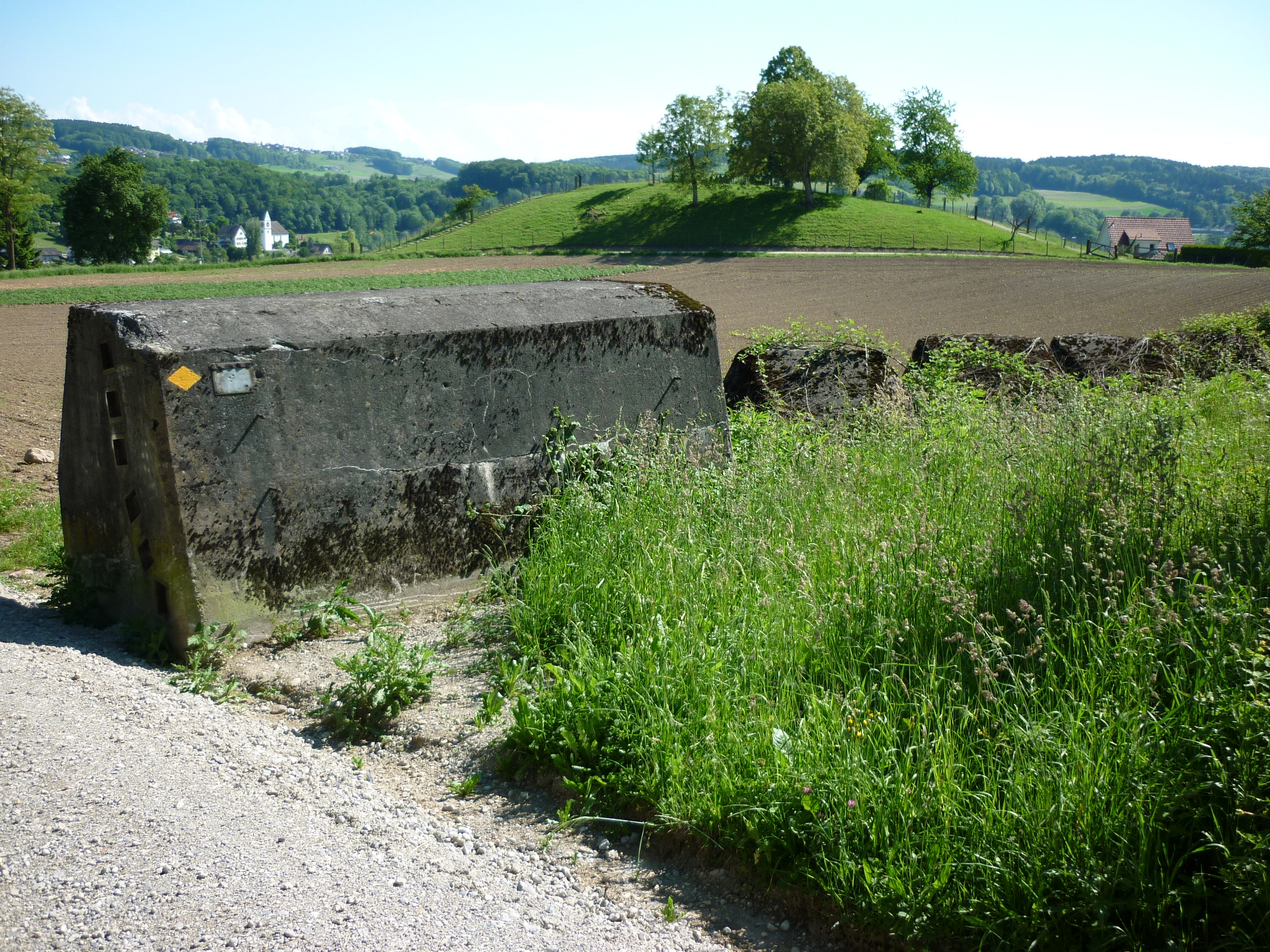
Sperre Birmensdorf
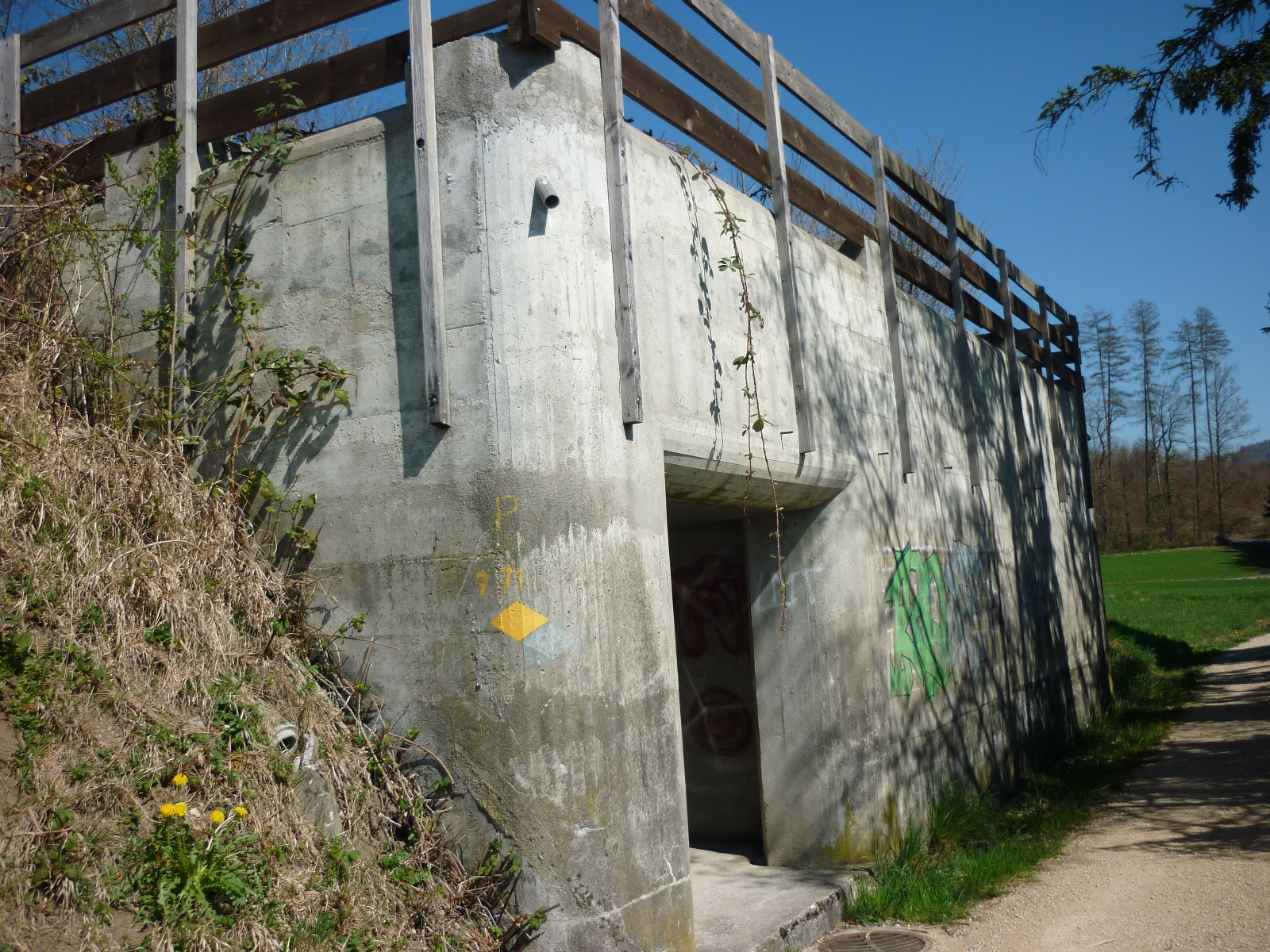
Unterstand Birmensdorf
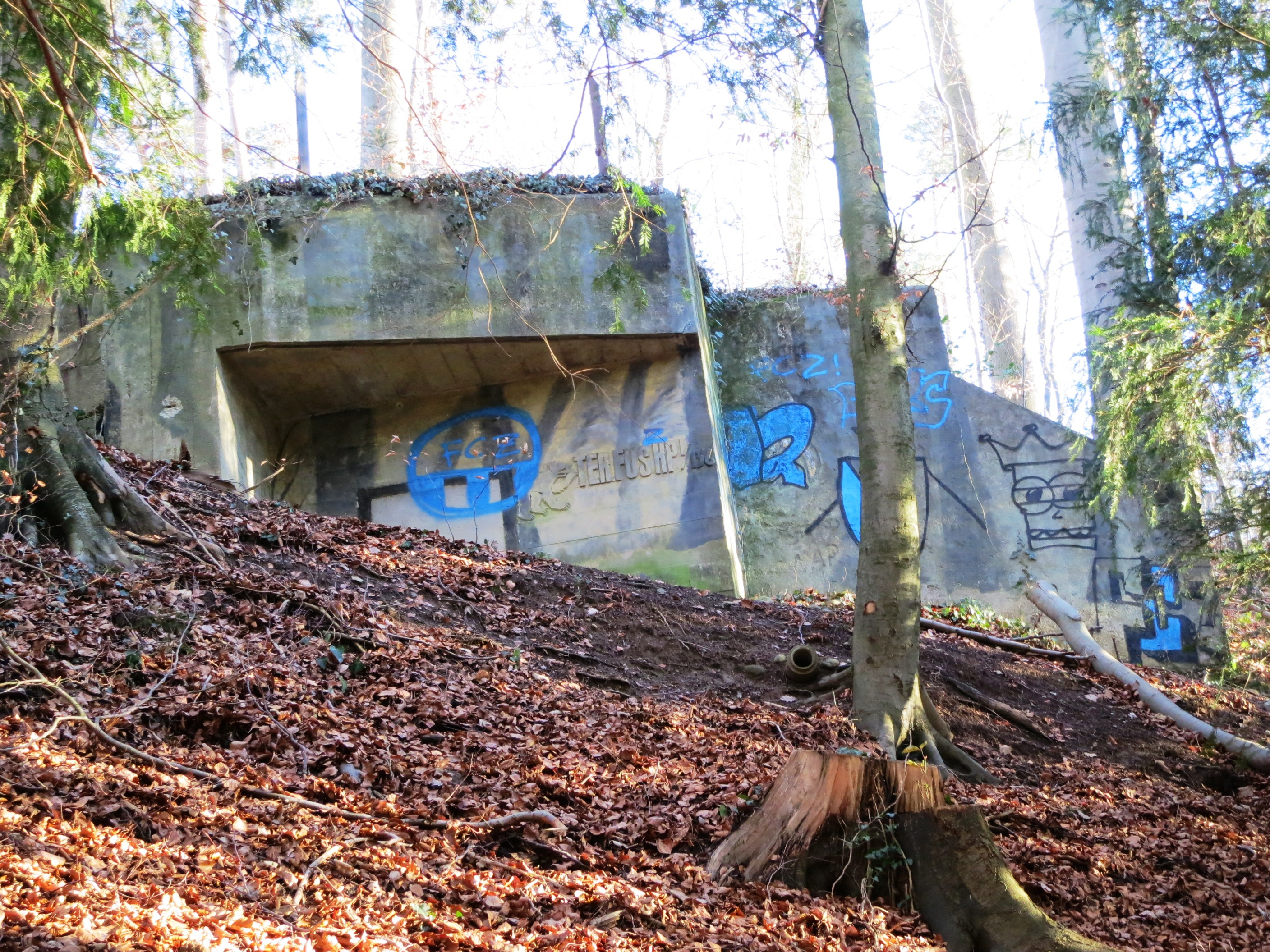
Bunker Entlisberg
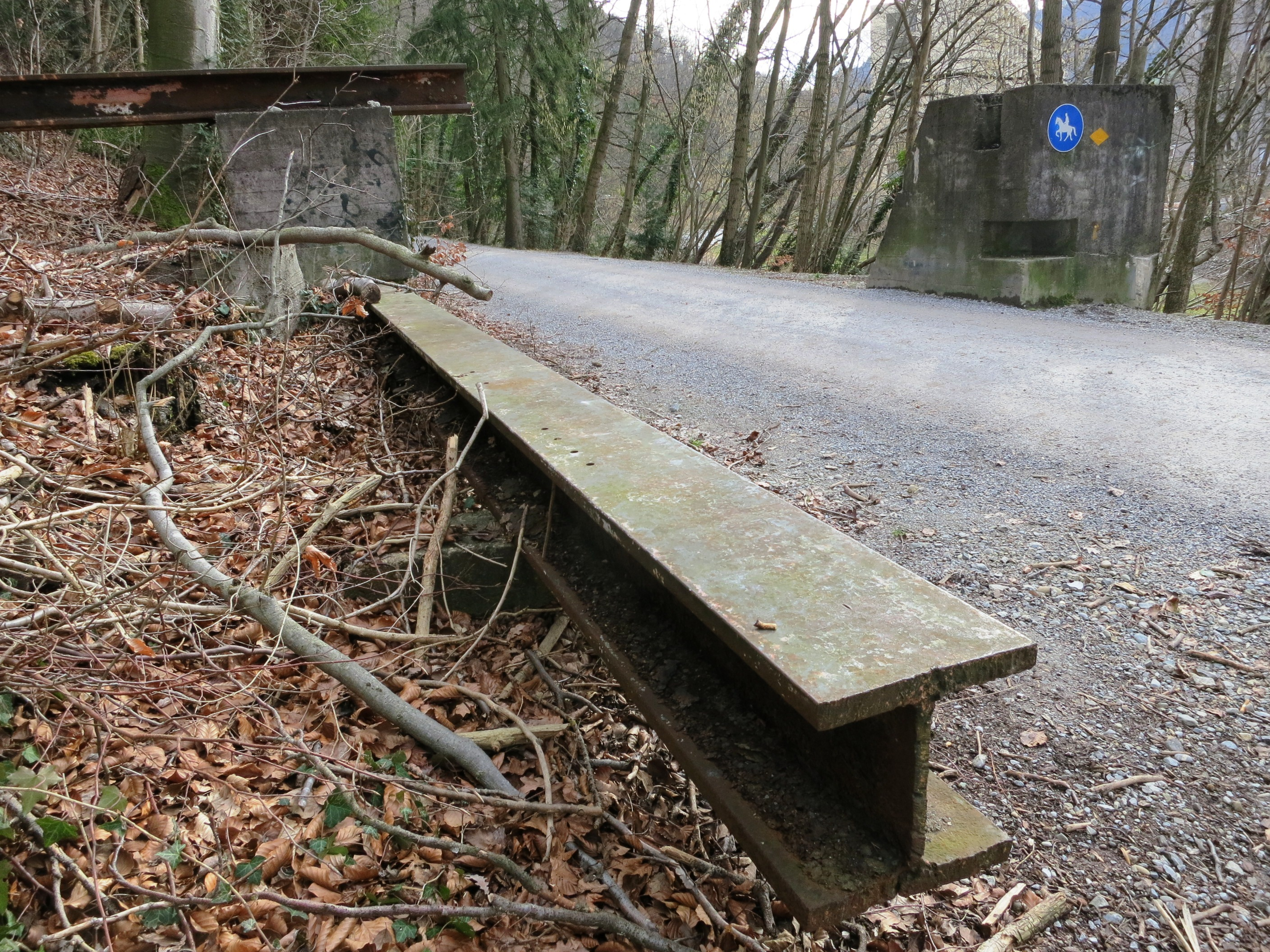
Sperre Bruchstrasse

## Verein Festungswerke der Limmatstellung
Die Militärhistorische Gesellschaft des Kantons Zürich ist heute (2018) Besitzerin von zehn kleineren und grösseren Anlagen der Limmatstellung. Der Verein Festungswerke der Limmat ist zuständig für die regelmässige Kontrolle und den Unterhalt dieser Festungsanlagen und führt auf Anfrage Führungen für Gruppen durch.
Die Feldstellungen und Unterstände sind grösstenteils, die Laufgräben teilweise noch erhalten, aber meist überwachsen und vergessen. Ehemalige Laufgräben werden heute als Teil des Biketrails befahren. Einzelne Felskavernen werden für Feuerwehrübungen oder zur Datensicherung benützt. Der «Polenweg» existiert noch, ist aber nicht mehr ausgeschildert.
Beim Bau der Kavernen im «Sandloch» Uitikon entdeckte der Geologe Hans Stauber im Februar 1940 zwei Überreste von Riesenschildkrötenpanzern, die vor 15 Millionen Jahren hier gelebt haben. Die spektakulären fossilen Funde aus der oberen Süsswassermolasse Zürichs sind heute im Paläontologischen Museum der Universität Zürich ausgestellt.